# Mar Caribe
El mar Caribe es un mar abierto en el océano Atlántico tropical, situado al este de América Central y al norte de América del Sur, cubriendo la superficie de la placa del Caribe. También es llamado mar de las Antillas por estar ubicado al sur y al oeste del arco antillano. Junto al golfo de México forman el Mediterráneo americano.
Limita al norte con las Antillas Mayores —Cuba, La Española (Haití y República Dominicana) y Puerto Rico—, ubicadas al sur del Trópico de Cáncer, al este con las Antillas Menores (meridiano 60° O), al sur con Venezuela, Colombia, Panamá y Costa Rica (paralelo 9° N), y al oeste con México (Quintana Roo), Belice, Guatemala, Honduras y Nicaragua (meridiano 88° O), y Honduras, Nicaragua, Costa Rica (meridiano 84° O).
El mar Caribe es uno de los mares salados más grandes del mundo y tiene un área de unos 2 763 800 km². El punto más profundo del mar es la fosa de las islas Caimán, ubicado entre Cuba y Jamaica a 7686 m bajo el nivel del mar. El país con mayor extensión, tanto costera como de aguas territoriales, en el Caribe es Venezuela, con 4208 km de costas que abarcan de este a oeste, pasando por islas y archipiélagos. La línea costera del Caribe tiene muchos golfos y bahías: la bahía de Samaná, la bahía de Chetumal, el Espíritu Santo y la Ascensión, la Águilas, el golfo de Venezuela, el de Morrosquillo, Bahía de Santa Marta el de Darién, el de los Mosquitos y el de Honduras.
El Caribe es una región conformada por el mar Caribe, sus islas y las costas que rodean a este mar.
El mar Caribe se comunica con el océano Pacífico a través del canal de Panamá.
Se le denomina caribeño a los habitantes que nacieron o viven en zonas cercanas a este mar.

## Historia
Los primeros habitantes de las islas Antillas fueron los taínos, una tribu sedentaria con creencias religiosas de carácter politeísta y que destacaban por ser buenos agricultores, pescadores y alfareros; su lengua deriva de la de los arawak, familia de la que procedieron, migrando desde Sudamérica hace aproximadamente 3000 años. A finales del siglo XV, cuando Colón descubrió el Nuevo Mundo para Oriente y Occidente, los caribes, que se destacaban por sus habilidades como navegantes y guerreros (en su contexto regional, pues no conocían la brújula, el astrolabio, la cartografía, la pólvora, las espadas o armaduras de metal, a diferencia del naciente Imperio Español, Portugal o la China Ming) ocupaban predominantemente la región, provenientes de las márgenes del río Orinoco, y estaban en plena conquista de los territorios taínos. En sus primeras crónicas, los europeos afirmaban que los caribes comían carne humana, idea que ha quedado registrada en la palabra caníbal.

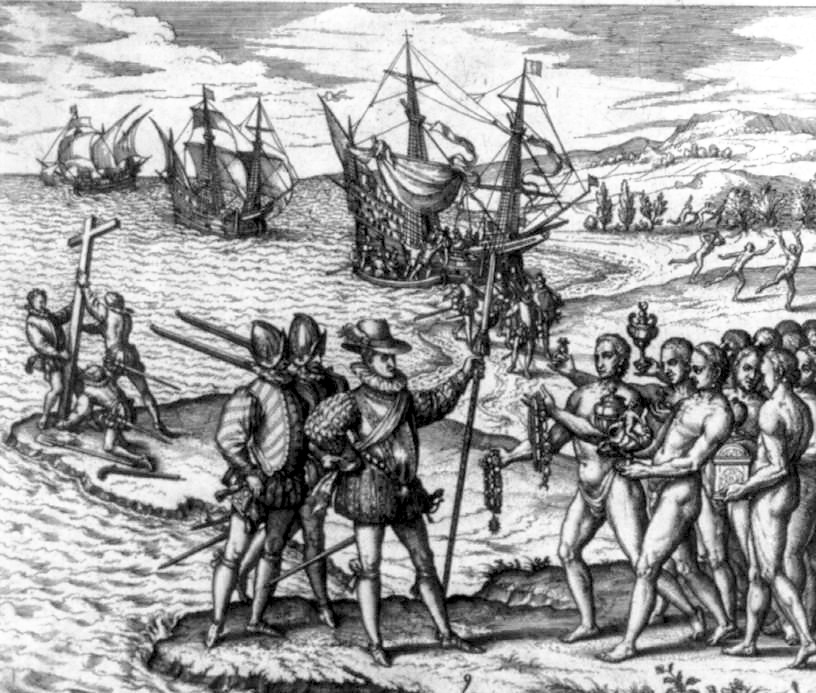
Llegada de Colón a La Española en 1492.

El mar Caribe era un cuerpo de agua desconocido para Europa y Asia hasta 1492, cuando Cristóbal Colón lo navegó por primera vez tratando de encontrar una ruta hacia la India. Después del descubrimiento de sus islas, el área fue rápidamente colonizada por la civilización occidental, convirtiéndose en lugar común para las rutas comerciales españolas y eventualmente atractivo para la piratería francesa, inglesa y holandesa. Los Reyes Católicos permitieron en 1495 a todos sus súbditos ir a poblar a las recién descubiertas Indias, lo que hizo que algunas embarcaciones se lanzaran al Atlántico sin la debida organización y defensa, siendo por ello presa para los piratas o "lobos del mar", hasta que en 1522 se creó el sistema de Flotas, con la primera Flota de Indias.
En las costas del Caribe, durante aquella época se desarrollaban algunas de las ferias comerciales más famosas, como la de Portobelo, que duraba 40 días, población en donde se producirían constantes ataques de piratas, por lo cual los españoles construyeron muy cerca de ella el Fuerte de San Lorenzo a finales del siglo XVI. Este mismo problema se dio en otros puertos del Caribe como Cartagena de Indias y La Habana, en donde se construyeron sendas defensas militares, trabajo para el cual fueron transportados numerosos grupos de esclavos africanos a la región.
Poco después de su descubrimiento y ocupación por parte de España, el mar llamó la atención de las coronas inglesa y francesa, que enviaron marinos experimentados a la conquista de territorios y tomaron exitosamente las islas de Martinica y Guadalupe, para Francia, y Antigua y Barbuda, Montserrat, Barbados y Jamaica, para Inglaterra, siendo estas las posesiones más importantes que perdió el Imperio español en el Caribe.

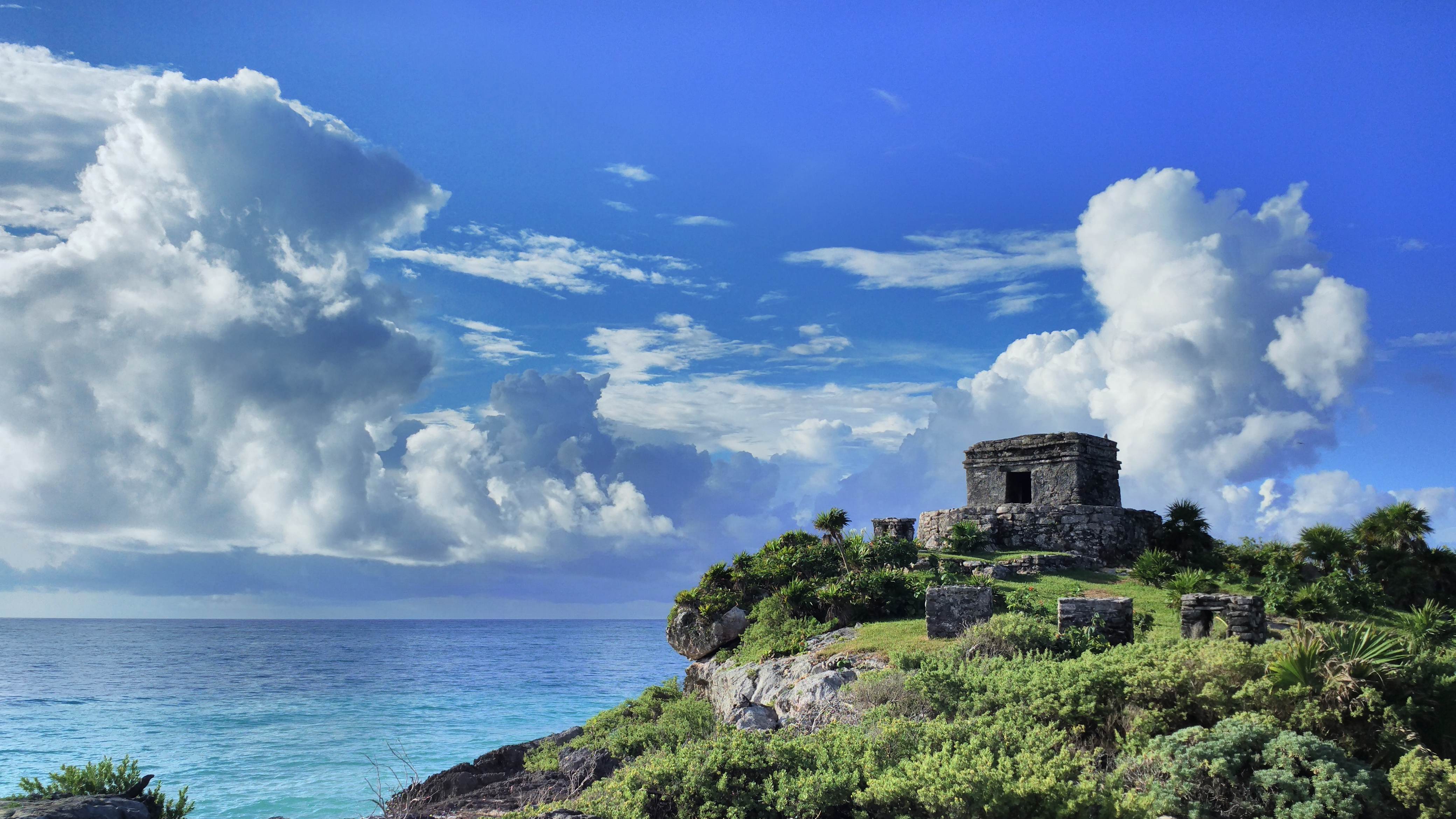
Tulum, ciudad maya en la costa caribeña de Quintana Roo (México).

En 1625 se conformó en la isla de la Tortuga una base en donde corsarios y bucaneros de ambas nacionalidades se asociaron para atacar embarcaciones procedentes de las colonias españolas y desde allí partían expediciones para asediar a las ciudades costeras hasta finales del siglo XVII. Otra famosa base de piratas se estableció en el puerto jamaiquino de Port Royal en 1656, hasta su destrucción parcial por un terremoto el 7 de junio de 1692. En la región fueron muy reconocidos y temidos algunos nombres de piratas como Morgan, El Olonés y Barbanegra, entre otros.
A partir del siglo XIX comienzan a independizarse los países colonizados, aunque actualmente algunas posesiones francesas, británicas, neerlandesas, y estadounidenses continúan bajo la administración europea. En sus aguas se encuentran 22 territorios insulares y 12 países, siendo Cuba el último país en independizarse de España en el año 1898. En ese mismo año, Puerto Rico fue tomado por los Estados Unidos como premio de guerra y sigue bajo dominio estadounidense hasta el presente.
En 1903, con la intervención de Estados Unidos, se separó Panamá de Colombia y se construyó el canal, que comunica el mar Caribe con el océano Pacífico. Fue inaugurado el 15 de agosto de 1914, pero fue administrado por Estados Unidos hasta el 31 de diciembre de 1999.
El 12 de diciembre de 2001, los jefes de Estado y de gobierno de los países miembros de la Asociación de Estados del Caribe, reunidos en la Isla de Margarita (Venezuela), adoptaron la Declaración de Margarita, «reconociendo el mar Caribe como patrimonio común de la región, y un activo invaluable al cual damos prioridad para su conservación», con el objetivo de la «consolidación de una identidad caribeña propia». Se han comprometido «a establecer la región del Gran Caribe como una Zona de Cooperación», que «consistirá inicialmente de acciones conjuntas en las áreas de prioridad de la AEC, es decir, Comercio, Turismo Sustentable, Transporte y Desastres Naturales».

### Etimología
El nombre Caribe se deriva de los caribes, nombre utilizado para describir la etnia amerindia predominante en la región en la época del primer contacto con los europeos a finales del siglo XV. El navegante italiano Américo Vespucio afirmaba que el término Charaibi entre los indígenas significaba 'hombres sabios' y es posible que este fuese utilizado para describir a los europeos a su llegada a América. Después del descubrimiento de las Indias Occidentales por Cristóbal Colón, el término español de Antillas fue común para este lugar; derivado de él, el "mar de las Antillas" ha sido un nombre común para el mar Caribe en varios idiomas europeos. Durante las décadas siguientes al descubrimiento, el dominio español en este mar fue indiscutible y, por ende, la denominación de Antillas se mantuvo durante muchos años.

## Geología
El mar Caribe es un mar situado a lo largo de la placa del Caribe. Se estima que tiene una edad entre 160 a 180 millones de años y se formó por una fractura horizontal que dividió al supercontinente llamado Pangea en la Era Mesozoica. La superficie del mar Caribe se divide en 5 cuencas oceánicas separadas por algunas cadenas montañosas submarinas. La presión que ejerce la placa Sudamericana al oriente del Caribe, hace que la región de las Antillas menores tenga una alta actividad volcánica, destacándose eventos como la erupción volcánica del monte Pelée en 1902, que fue la causante de mayor cantidad de víctimas mortales durante el siglo XX.

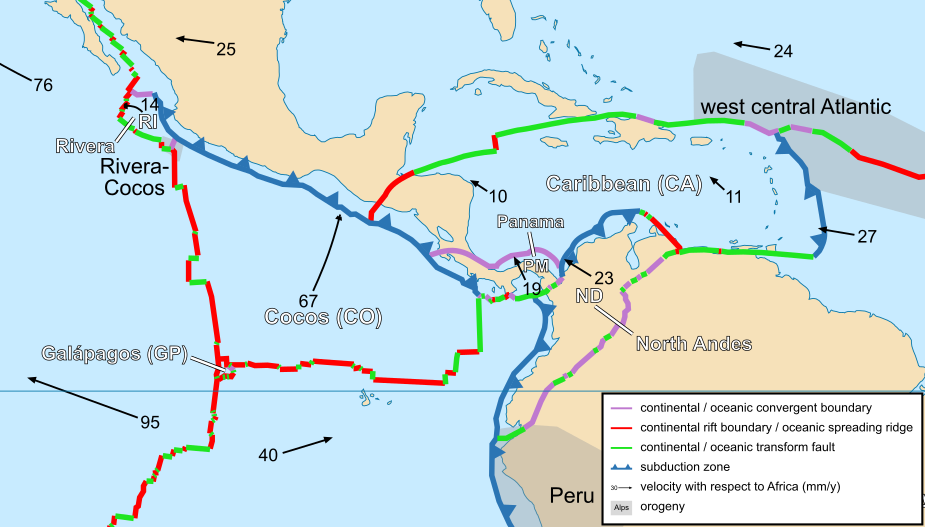
Placas tectónicas del Caribe.

El océano Atlántico entra en el Caribe a través del paso de Anegada entre las Antillas Menores y las islas Vírgenes, y el paso de los Vientos localizado entre Cuba y Haití, la cual es una importante ruta entre los Estados Unidos y el canal de Panamá. El canal de Yucatán comunica el mar Caribe con el golfo de México entre la península de Yucatán, en México y la isla de Cuba.
Los puntos más profundos se encuentran en la depresión de las Islas Caimán alcanzando 7686 m. A pesar de esto, el mar Caribe es considerado un mar relativamente poco profundo en comparación con otros grandes cuerpos de agua.
El suelo submarino del mar Caribe tiene una sola fosa oceánica: la fosa de las Caimán, ya que la fosa de Puerto Rico, aunque se encuentra próxima, se halla en el costado opuesto de la isla homónima, en el océano Atlántico abierto; aun así, ambas ponen el área en un alto riesgo de terremotos. Los terremotos submarinos plantean la amenaza de generar tsunamis que podrían tener efectos devastadores en las islas. Los datos históricos científicos revelan que durante los últimos 500 años han ocurrido en el área doce terremotos con una magnitud superior a 7,5 en la escala de Richter.

## Oceanografía

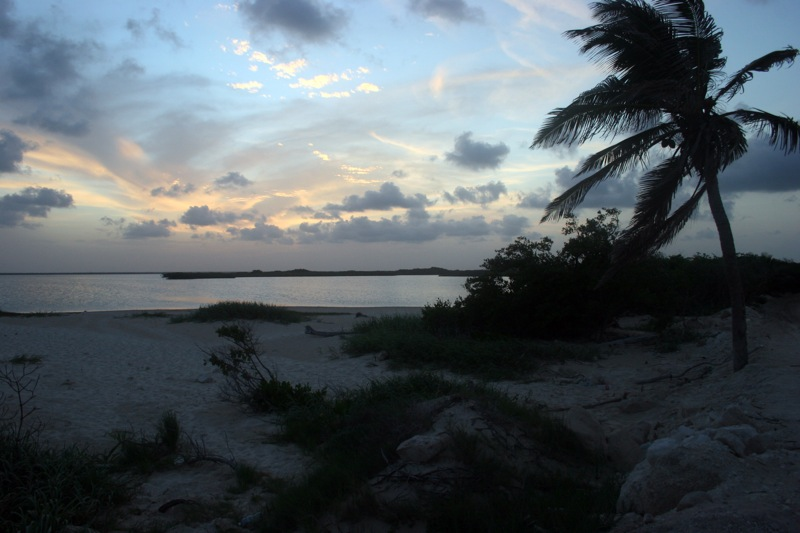
Sian Ka'an, Patrimonio de la Humanidad en el Caribe mexicano.

### Delimitación de la IHO
La máxima autoridad internacional en materia de delimitación de mares, la Organización Hidrográfica Internacional («International Hydrographic Organization, IHO), considera el mar Caribe como un mar independiente. En su publicación de referencia mundial, «Limits of oceans and seas» (Límites de océanos y mares, 3.ª edición de 1953), le asigna el número de identificación 27 y lo define de la forma siguiente:

En el canal de Yucatán el mismo límite que el descrito para el golfo de México [una línea que une el faro de cabo Catoche (21°37'N, 87°04'W) con el faro a luz del cabo de San Antonio en Cuba].
En el norte. En el paso de los Vientos, una línea que une punta Caleta (74°15'W) y punta Perla (19°40'N) en Haití. En el canal de la Mona, una línea que une cabo Engaño y el extremo de Agujereada (18°31'N, 67°08'O), en Puerto Rico.
Límites orientales. Desde la punta de San Diego (Puerto Rico) hacia el norte a lo largo del mismo meridiano (65°39'O) a la línea 100 brazas, y desde allí hacia el este y hacia el sur, de tal manera que todas las islas, bancos de arena y aguas someras de la Antillas Menores estén incluidas en el mar Caribe hasta la punta Galera (extremo noreste de la isla de Trinidad). Desde la punta Galera a través de Trinidad a punta Galeota (extremo sureste) y de allí a punta Baja (9°32'N, 61°00'W) en Venezuela.
Limits of oceans and seas, pág. 14-15.

### Características oceanográficas
En promedio, la salinidad del mar Caribe es de 35 a 36 partes por mil y la temperatura superficial es de 28 °C, mientras que en el fondo del mar el agua alcanza una temperatura de 4 °C.
Las corrientes del Caribe transportan cantidades considerables de agua desde el océano Atlántico a través de los pasos orientales en las Antillas Menores hacia el noroeste para salir al golfo de México a través del canal de Yucatán. En promedio, entre un 15 y 20% del agua de la superficie que entra hacia el Caribe es proveniente de las aguas dulces de los estuarios de los ríos Orinoco y Amazonas, conducidas hacia el noroeste por la corriente Caribeña. Por otra parte, el agua descargada por el Orinoco durante los meses de lluvia genera grandes concentraciones de clorofila en la zona oriental del mar.
En el área comprendida entre el norte de Venezuela, Colombia y Nicaragua se presenta durante casi todo el año una corriente circular que gira en el sentido contrario a las manecillas del reloj. Esta corriente se genera por las fuertes precipitaciones en la región, las cuales también pueden reducir la temperatura y aumentar la salinidad y la densidad del agua, aportando algunos nutrientes al agua como nitrógeno, fósforo y otros utilizados por las plantas.

## Hidrografía

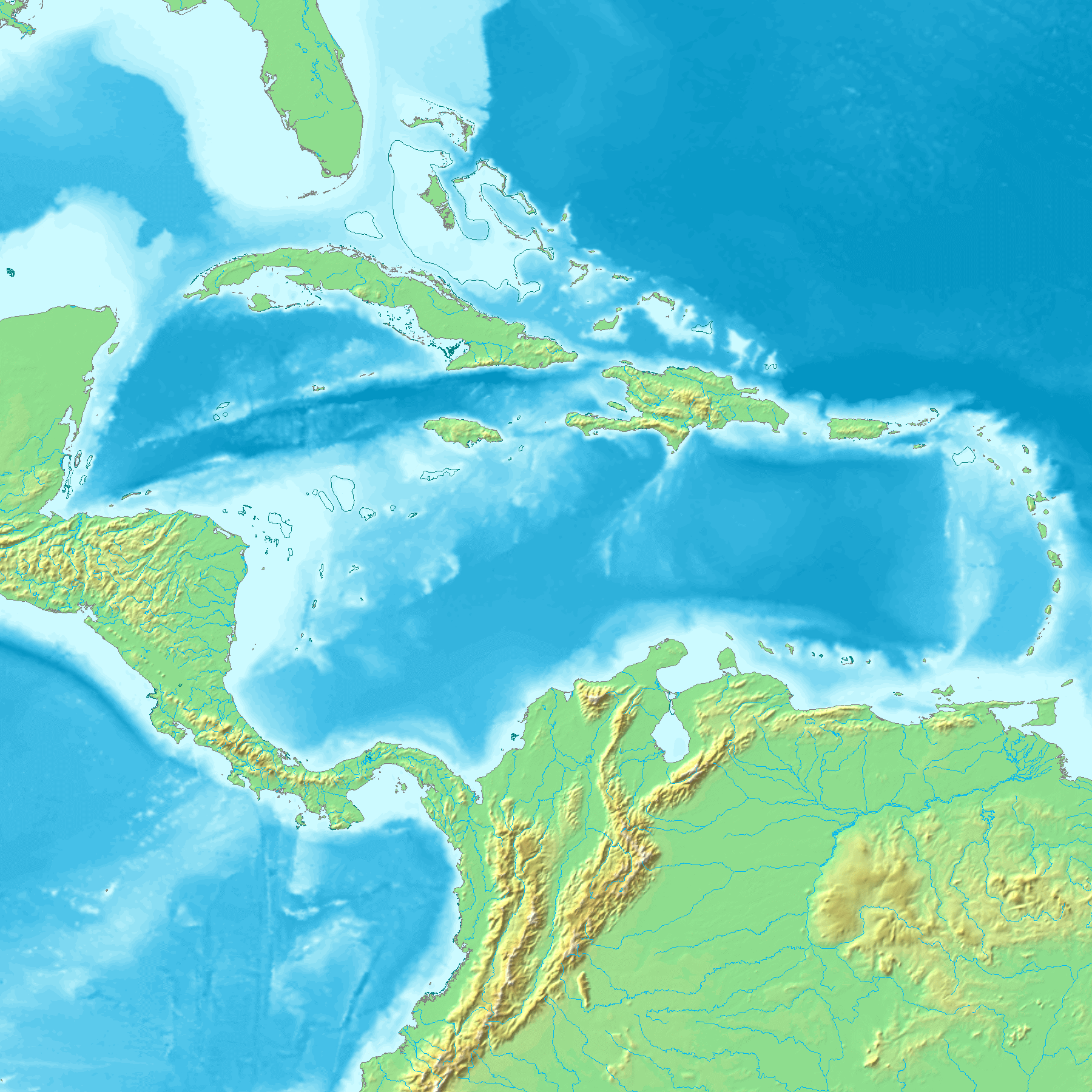
Mapa topográfico e hidrográfico del mar Caribe.

La vertiente hidrográfica del mar Caribe es una de las más extensas del mundo. El río más largo que desemboca en él es el Magdalena, que cruza a Colombia desde el Macizo Colombiano a lo largo de unos 1.540 km. El Magdalena a su vez recibe el caudal de otros ríos como el Cauca y Cesar.
Otros ríos que desembocan en el Caribe son: Unare, Tuy, Tocuyo, Catatumbo y Chama, en Venezuela; Ranchería, Sinú y Atrato, en Colombia; San San, Chagres (Canal de Panamá) y Changuinola, en Panamá; Grande, Prinzapolca y Huahua, en Nicaragua; San Juan, en la zona sureste de Nicaragua, que conecta el lago Cocibolca o lago de Nicaragua con el Caribe; Coco, en la frontera de Honduras y Nicaragua; Patuca, Sico, Aguán y Ulúa, en Honduras; Motagua y Dulce, en Guatemala; Belice, en Belice; Hondo, en México; Cauto, en Cuba; Yaque del Sur, Ozama, Nizao, Haina, Chavón y Macorís, en República Dominicana; Negro, en Jamaica; y Grande de Patillas, en Puerto Rico.
Los estuarios que se forman en la desembocadura de los ríos al mar crean ecosistemas y condiciones de vida especiales. Las condiciones ecológicas básicas en este medio son: una salinidad que fluctúa a lo largo del año, aporte de aguas dulces, cargadas con materia orgánica y nutrientes, los cuales contribuyen a la productividad biológica y también cargadas con sedimentos que enturbian el medio, e influencia permanente de aguas marinas costeras que en el Caribe son más claras y menos fértiles que las de cualquier estuario.
También se destaca el lago de Maracaibo, que se conecta al Caribe a través del golfo de Venezuela, es el lago más grande de Sudamérica con una superficie de 13 820 km² y uno de los más antiguos sobre la tierra.

## Clima

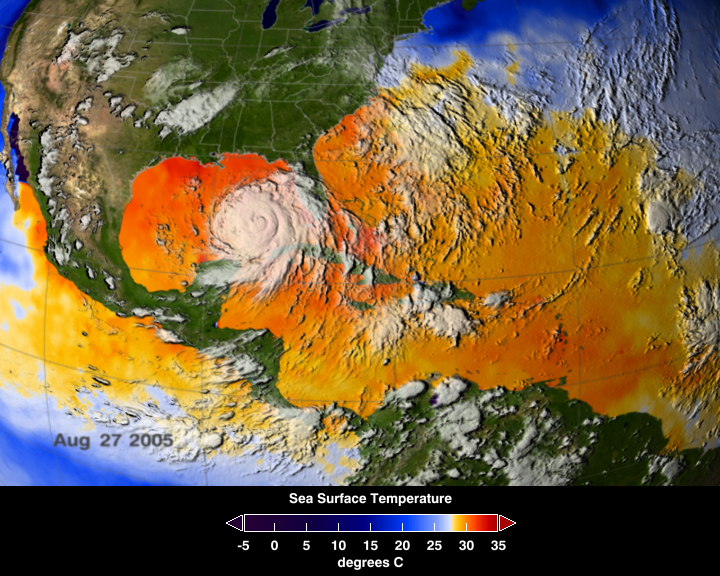
Temperatura media de la superficie del mar en el Caribe (25–27 de agosto de 2005).

Las Islas Vírgenes Británicas disfrutan de un clima tropical marítimo moderado durante todo el año por los vientos alisios del noreste. Las temperaturas muestran poca oscilación estacional: las máximas diarias rondan los 32 °C en agosto y descienden hasta unos 29 °C en enero, mientras que las mínimas oscilan entre 24 °C y 21 °C respectivamente.
La precipitación media anual es de aproximadamente 1.150 mm, con un periodo relativamente seco de febrero a marzo y un máximo pluviométrico entre septiembre y noviembre. Las laderas orientadas a barlovento reciben mayor cantidad de lluvia que las zonas costeras debido al relieve abrupto de Tórtola y Virgen Gorda.
La temperatura del mar se mantiene cálida y estable, con valores que van de 25,5 °C en enero‑febrero a cerca de 29 °C en agosto‑septiembre. Estas condiciones favorecen el turismo náutico y el buceo durante casi todo el año.

### Temporada de huracanes
El territorio se encuentra dentro de la cuenca atlántica de ciclones tropicales. La temporada oficial de huracanes se extiende del 1 de junio al 30 de noviembre, con un pico de actividad entre agosto y octubre. De acuerdo con registros modernos (1991‑2020), una temporada atlántica promedio genera 14 tormentas nombradas, 7 huracanes y 3 huracanes mayores (categoría 3 o superior).
Para las Islas Vírgenes Británicas, el impacto directo de ciclones es relativamente infrecuente: se estima que una tormenta tropical o huracán afecta al territorio, en promedio, una vez cada ocho años. No obstante, las islas han sufrido eventos severos, como el Huracán Irma (categoría 5) el 6 de septiembre de 2017, que causó daños catastróficos en infraestructura y ecosistemas coralinos.
Los huracanes representan la principal amenaza natural anual; además de impactos humanos y económicos, los arrecifes de coral pueden quedar cubiertos de sedimentos y escombros, comprometiendo su salud ecológica.

## Flora y fauna
La flora del mar Caribe presenta una gran biodiversidad: se estima que el Caribe tiene 13 000 especies de plantas, y que más de 6500 de estas son endémicas. Algunas de las plantas que se pueden encontrar son el aceituno, que se ubica principalmente en República Dominicana; el caimito, que se extiende por toda la región Caribe; el guayacán, flor nacional de Jamaica; la ceiba, árbol nacional de Puerto Rico y Guatemala, y la caoba, árbol nacional de República Dominicana.
Hacia el Sur, entre Panamá y Colombia, las costas del mar Caribe forman parte de uno de los ecosistemas más biodiversos del planeta, el Chocó biogeográfico.

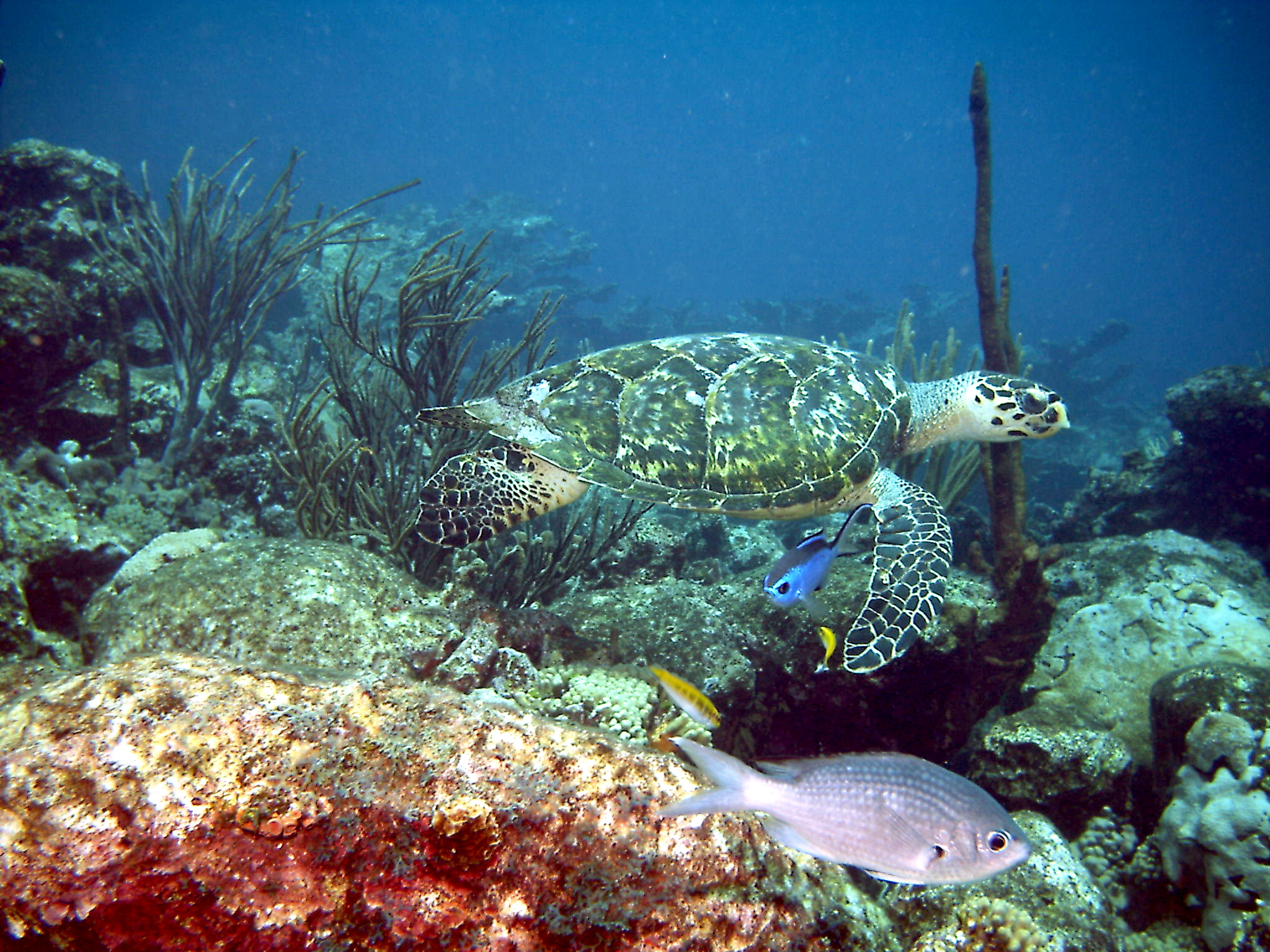
Fauna acuática del mar Caribe, en Venezuela.

La fauna del Caribe es característica de clima subtropical, principalmente influida por las corrientes marinas calientes, es endémica en un 42 % de sus especies. Existen cerca de 450 especies de peces entre las que se pueden mencionar la barracuda, el mero, la morena y diversas familias de caracinos. También se contabilizan 600 especies de aves, 155 de ellas endémicas como las cortacubas (especie endémica y una de las más antiguas del Caribe); la mayoría de las especies de aves son migratorias como el canario del manglar y la garcita verde. De acuerdo con Bidlife International en el 2006 había 29 especies de aves en peligro de extinción en Cuba y dos oficialmente extintas. Especies de aves como la amazona puertorriqueña, la yacutinga y la paloma sabanera se encuentran en peligro de extinción.
Existen 500 especies de reptiles en el Caribe, de las cuales el 94 % son endémicas como la iguana verde y la iguana azul, endémica de la isla Gran Caimán (ambas en peligro de extinción), la iguana de Mona, endémica de la isla de Mona (Puerto Rico), la iguana rinoceronte propia de República Dominicana, y el cocodrilo americano extendido por las islas del Caribe, Centroamérica y el norte de Sudamérica (en peligro de extinción), así como diversas especies de tortugas marinas como la carey.
Existen 170 especies de anfibios endémicos en el Caribe y de acuerdo con el informe de la evaluación anfibia global, en el 2004 más del 80 % de los anfibios estaban amenazados en República Dominicana, Cuba y Jamaica, y el 92 % en Haití. Especies como el coquí dorado se encuentran en grave amenaza de extinción.
Se contabilizan 90 especies de mamíferos en el Caribe, dentro de los mamíferos nativos se pueden mencionar el delfín, el manatí, el almiquí (endémico de las Antillas) y diversas especies de murciélagos, y la ballena jorobada como especie migratoria. Otras especies como la foca monje del Caribe
se han extinguido durante los últimos siglos por la acción directa del hombre. En los últimos 1500 años se extinguieron el 90% de los mamíferos de las Antillas.

### Ecología

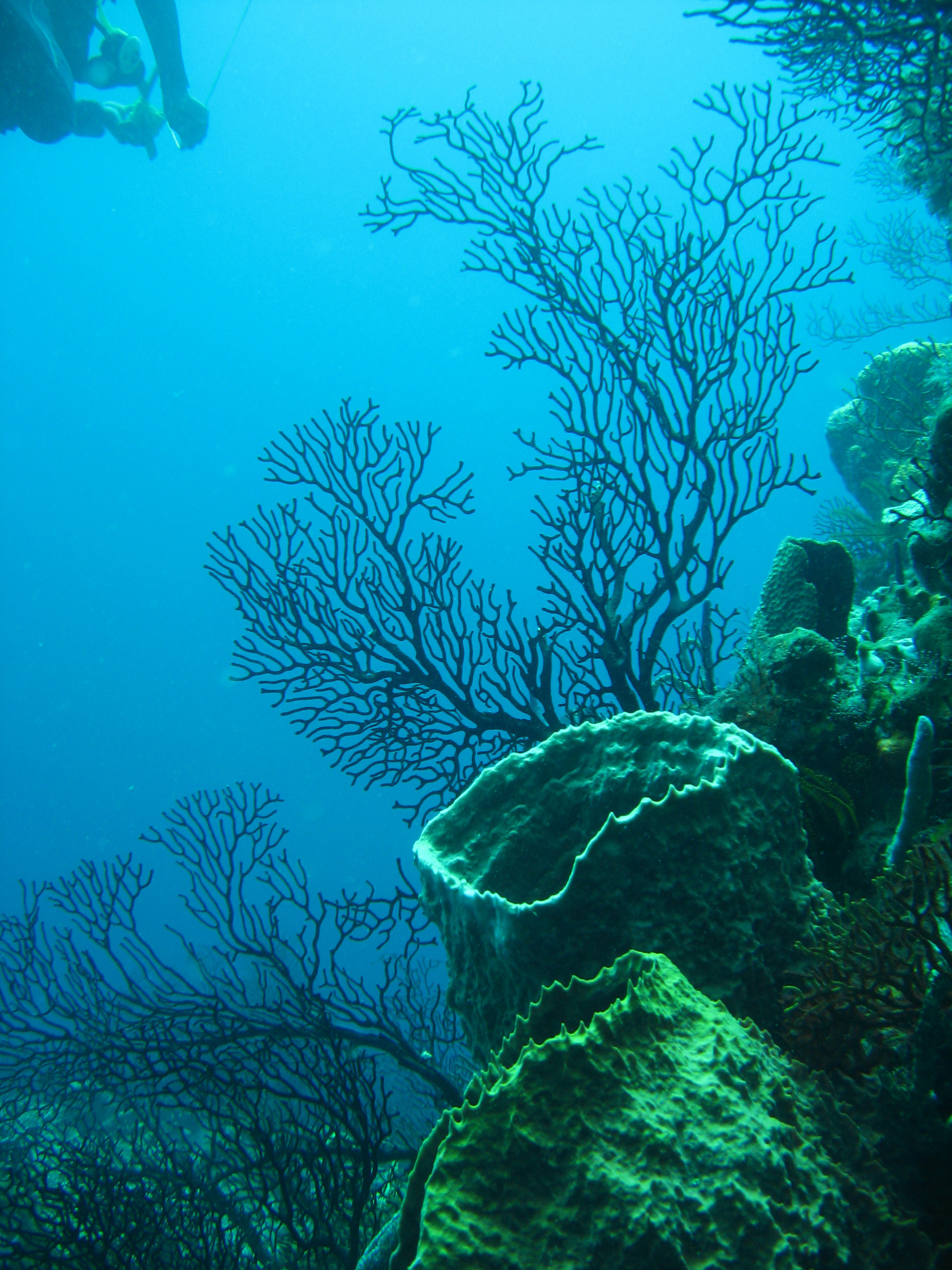
Arrecife de coral, en Santa Lucía.

En el Caribe se encuentra un 9 % de los arrecifes de coral del planeta cubriendo cerca de 20 000 millas cuadras, muchas de ellas localizadas fuera de las islas del Caribe y la costa de Centroamérica. Entre ellos se destaca la Barrera del Arrecife de Belice, con una superficie de 96 300 ha, la cual fue declarada patrimonio de la humanidad en 1996, hace parte del Gran Arrecife Maya (también conocido como Sistema Arrecifal Mesoamericano), que con más de mil kilómetros de extensión es el segundo más grande del mundo, cubriendo las costas en el Caribe de México, Belice, Guatemala y Honduras. Actualmente las corrientes de agua caliente están poniendo en peligro los arrecifes de coral del Caribe. Los arrecifes de coral mantienen algunos de los más diversos hábitats en el mundo, pero son ecosistemas muy frágiles. Cuando las aguas tropicales superan los 30 °C en un largo período de tiempo, las zooxantelas mueren. Estas plantas proveen de alimento a los corales y le dan su color. El blanqueamiento resultante en los arrecifes de coral los mata y daña el ecosistema. Más de un 42 % de las colonias de corales se han blanqueado completamente, mientras que un 95% están experimentando algún tipo de blanqueamiento.

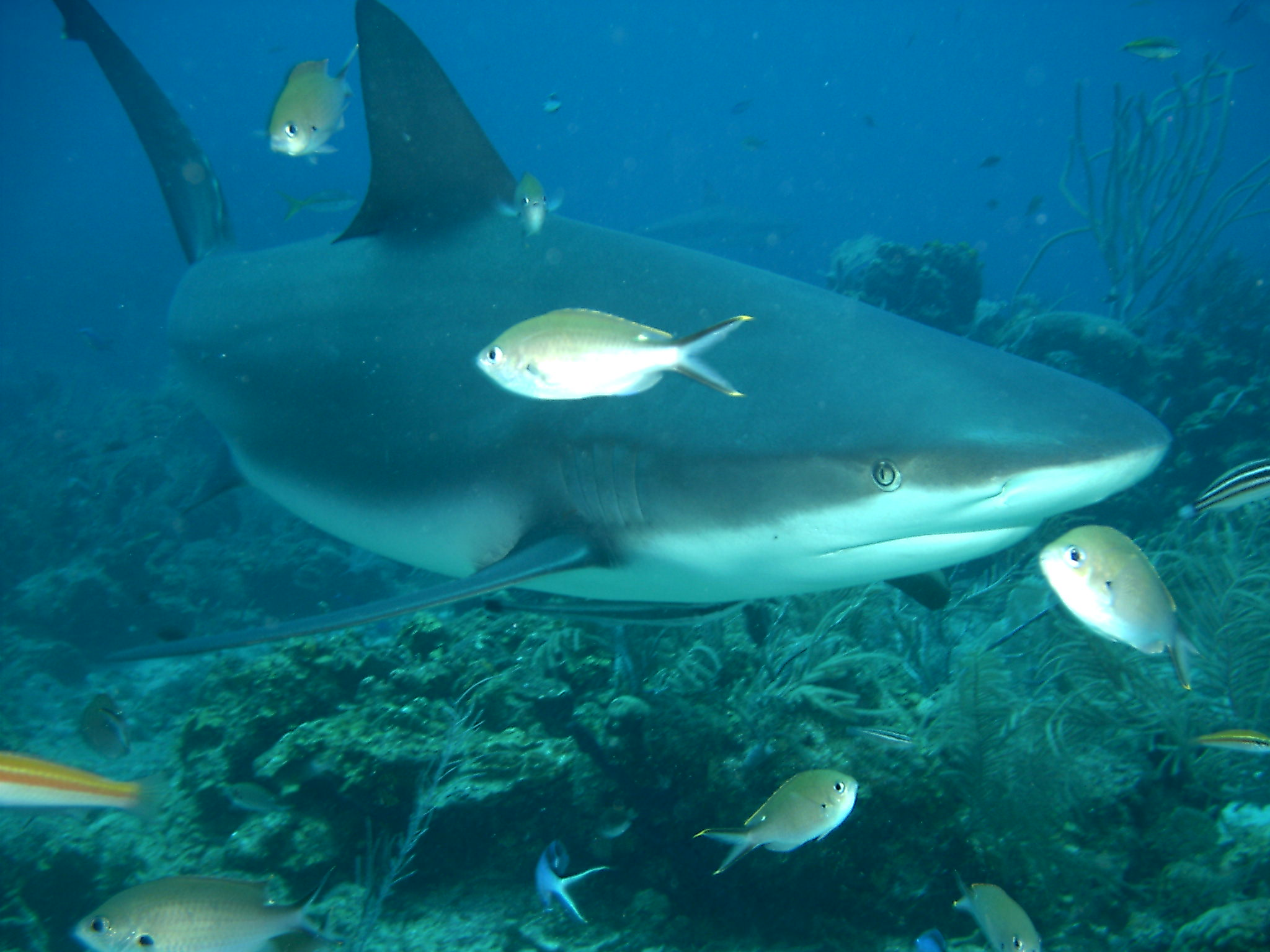
El tiburón de arrecife del Caribe en Roatán, Honduras.

El hábitat mantenido por los arrecifes es crítico para algunas actividades turísticas como la pesca y el buceo y provee unos ingresos económicos para las naciones del Caribe de $3.1-4.6 billones de dólares. La continua destrucción de los arrecifes puede deteriorar la economía de la región. En 1986 entró en vigencia el protocolo de la convención para la protección y el desarrollo del ambiente marino en la región Caribe, cuyo propósito es proteger la vida marina que está en peligro a través de la prohibición de actividades humanas que pueden incrementar su destrucción en diversas áreas. Actualmente este protocolo ha sido ratificado por 15 naciones. También se han formado algunas organizaciones para preservar la vida marina del Caribe, como la Corporación para la conservación del Caribe que busca estudiar y proteger a las tortugas marinas, y enseñarle a las personas acerca su cuidado.
En relación con lo anterior, cabe mencionar que el Instituto de Ciencias del Mar y Limnología de la Universidad Nacional Autónoma de México, llevó a cabo un estudio regional, financiado por el Departamento de Cooperación Técnica del Organismo Internacional de Energía Atómica, en el que participaron especialistas de 12 países latinoamericanos (de Colombia, Costa Rica, Cuba, Guatemala, Haití, Honduras, Jamaica, México, Nicaragua, Panamá, República Dominicana y Venezuela), cuyas conclusiones indican que metales pesados como el mercurio, arsénico y plomo, han sido identificados en la zona costera del mar Caribe. El análisis de metales e hidrocarburos tóxicos se basa en la indagación de sedimentos costeros que se han acumulado a menos de 50 metros de profundidad durante los últimos ciento cincuenta años. Los resultados del proyecto fueron presentados en Viena, dentro del foro "El agua importa", y la Conferencia General de 2011 de la citada organización multilateral.

#### 

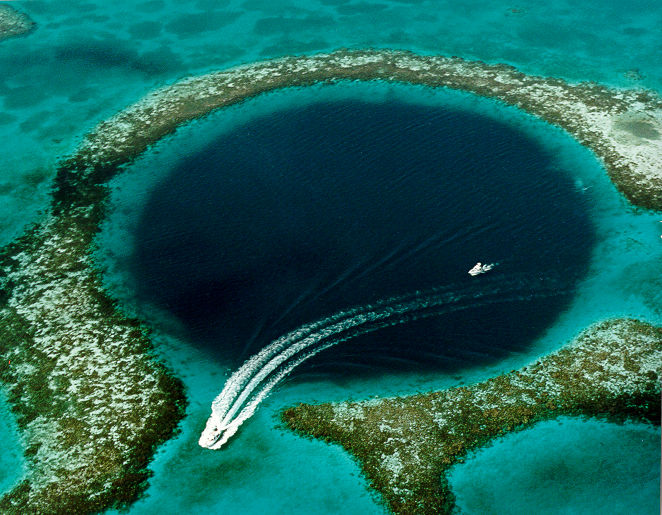
Gran Hoyo Azul en la costa de Belice.

## División política

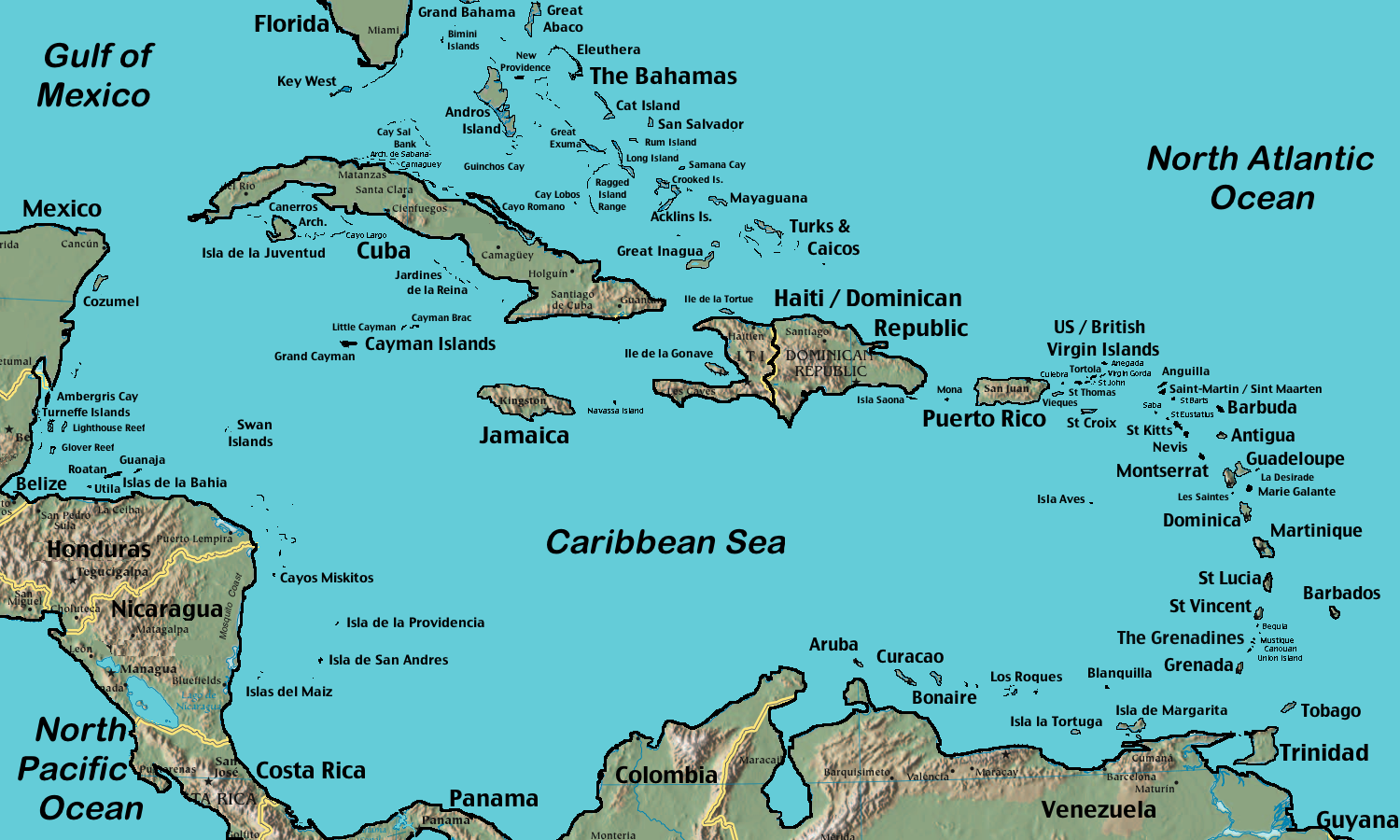
Mapa físico del mar Caribe.

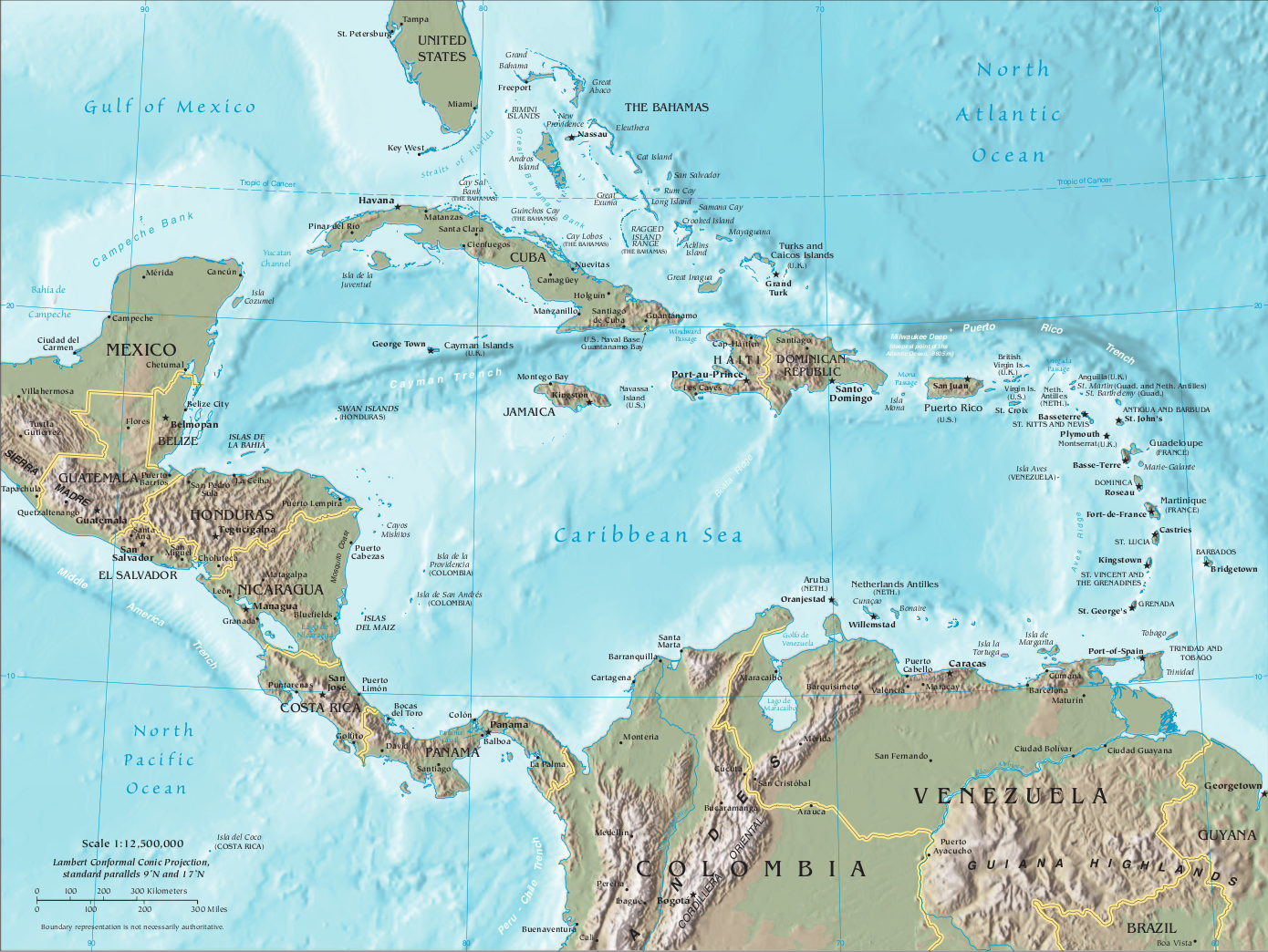
Mapa físico-político del Caribe.

Mapa político de límites marítimos en el mar Caribe y el golfo de México.

### Países independientes
Costas continentales:

#### Belice
- Cayo Ambergris
- Islas Turneffe
- Cayo Corker
- Cayo San Jorge
- Cayo Chapel
- Cayo Goff

#### Colombia

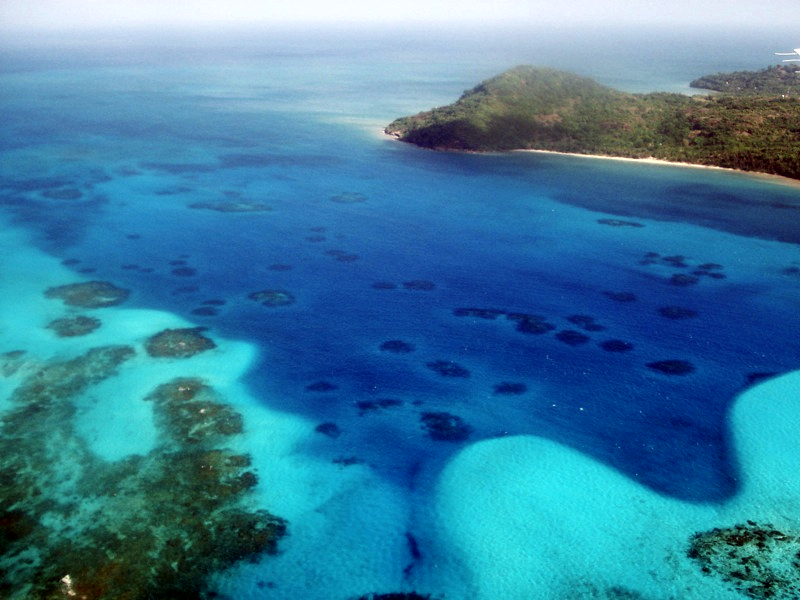
Arrecifes coralinos en la isla de Providencia de Colombia.

- San Andrés, Providencia y Santa Catalina

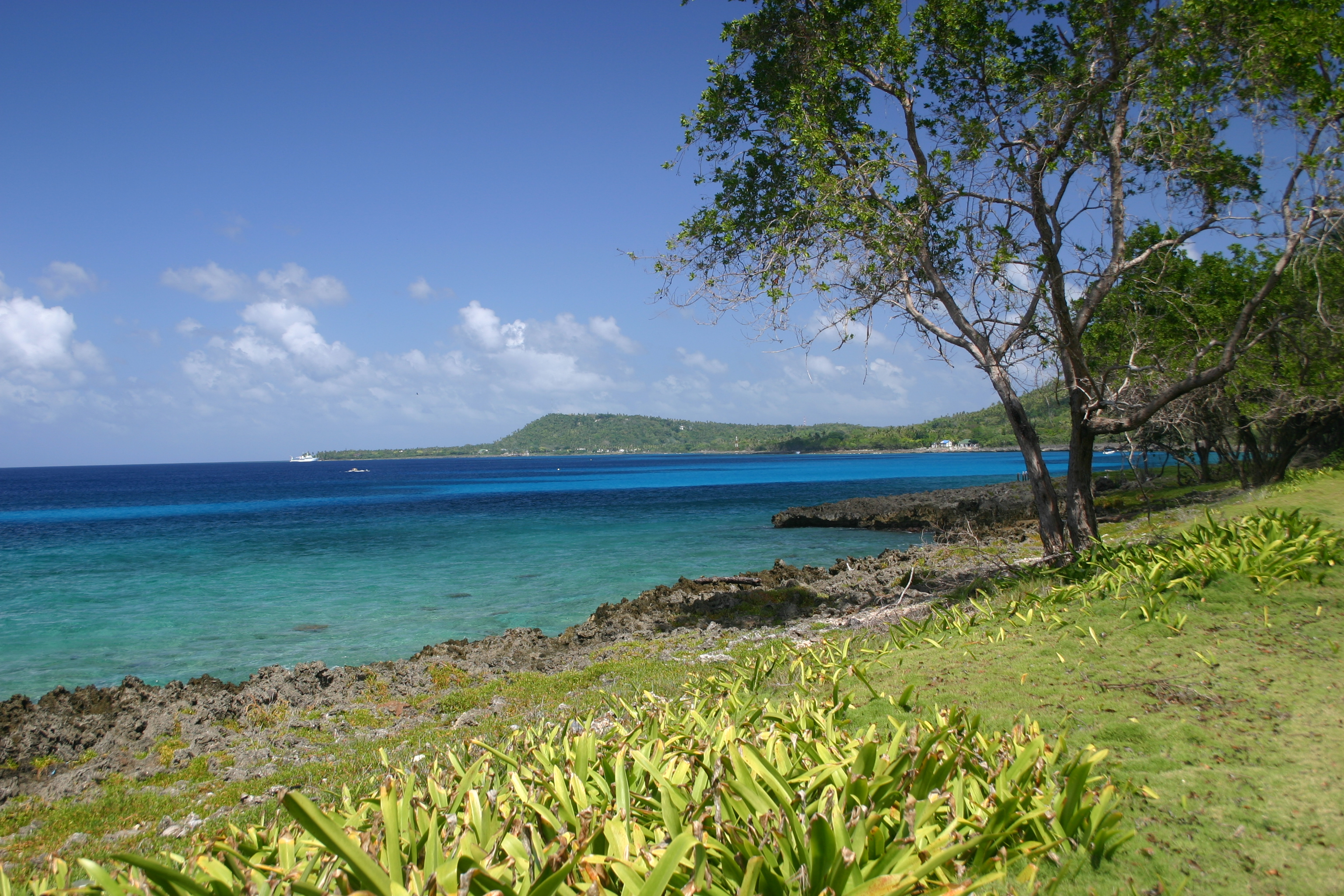
Paisaje sanandresano de Colombia.

  - Isla de San Andrés
  - Isla de Providencia Paisaje sanandresano de Colombia.
  - Isla Santa Catalina
  - Cayo Alburquerque
  - Bajo Nuevo
  - Cayo Bolívar
  - Cayo Roncador
  - Cayo Rocoso
  - Cayo Santander
  - Isla Serranilla
  - Banco Serrana
  - Banco Quitasueño
- Bolívar
  - Isla Tierra Bomba
  - Islas Corales del Rosario
- Córdoba
  - Isla Fuerte
  - Isla Tortuguilla
- Magdalena
  - Isla de Salamanca
- Sucre
  - Archipiélago de San Bernardo

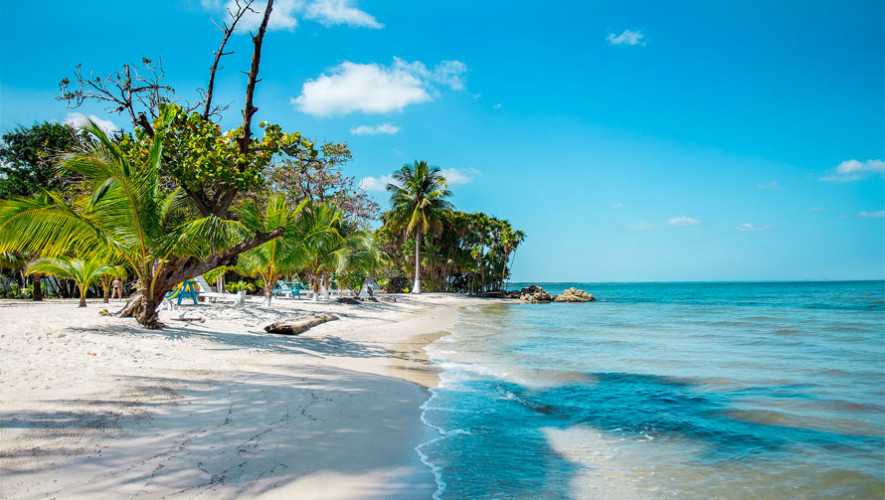
Playa Blanca en Puerto Barrios, Guatemala.

#### Costa Rica
- Provincia de Limón
  - Isla Calero
  - Isla Moín
  - Isla Pacuare
  - Isla Palma
  - Isla Penitencia
  - Isla Uvita
  - Isla Tortuguero

#### Estados Unidos
- Florida del Sur (Estado)
  - Miami
  - Fort Lauderdale
  - Hollywood
  - Pompano Beach
  - West Palm Beach
  - Boca Ratón
  - Cayos de la Florida

#### Guatemala
- Departamento de Izabal
- Livingston
- Puerto Barrios
- Santo Tomas de Castilla

#### Honduras

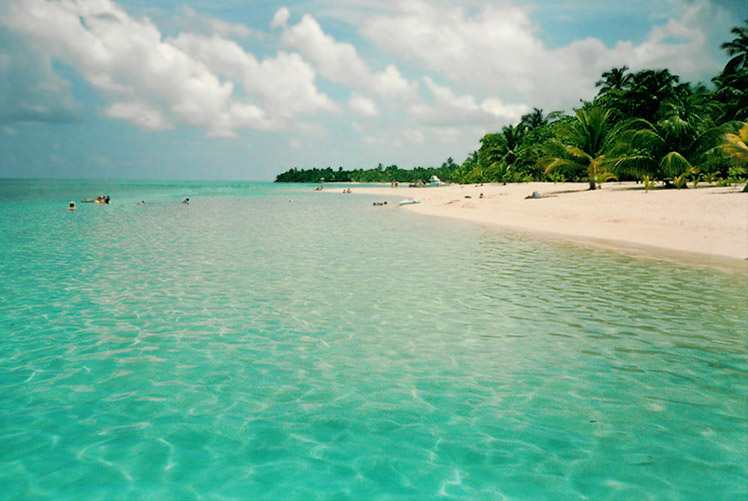
Isla Roatán, Honduras.

- Cayos Cochinos
- Islas de la Bahía
  - Roatán Isla Roatán, Honduras.
  - Guanaja
  - Útila
- Islas del Cisne

#### México

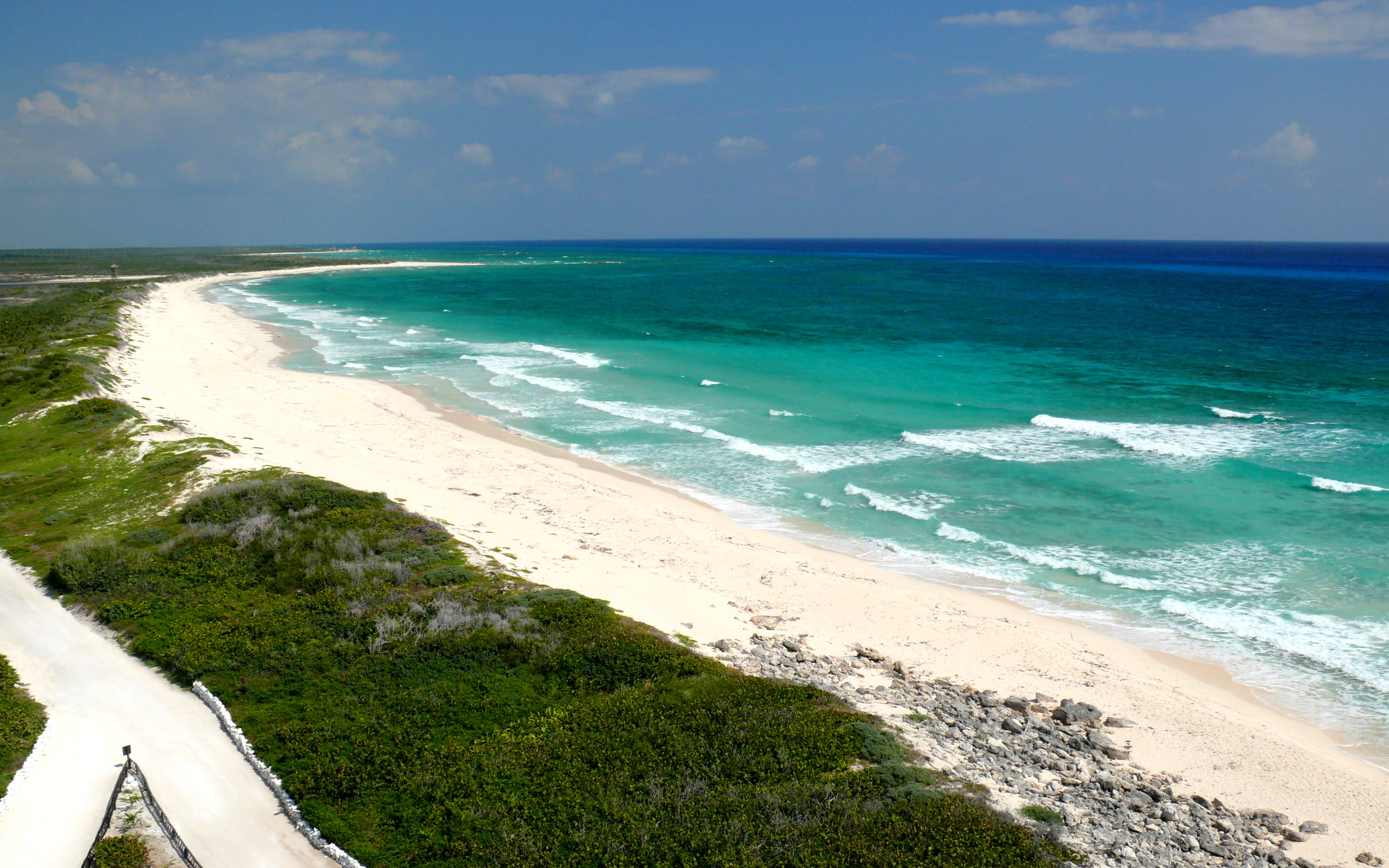
Playa de Punta Sur, Cozumel, México.

- Estado de Quintana Roo
  - Cancún
  - Chetumal
  - Isla Contoy
  - Isla Mujeres
  - Tulum
  - Playa del Carmen
  - Puerto Aventuras
  - Cozumel Playa de Punta Sur, Cozumel, México.
  - Isla Holbox
  - Isla Blanca
  - Mahahual
  - Punta Allen
  - Akumal
  - Xcalak
  - Banco Chinchorro

#### Nicaragua
- Islas del Maíz
- Cayos Miskitos
- Cayos Perlas

#### Panamá
- Provincia de Bocas del Toro El mar Caribe en Bocas del Toro, Panamá.
  - Isla Colón
  - Cayos Zapatillas
  - Isla Bastimentos

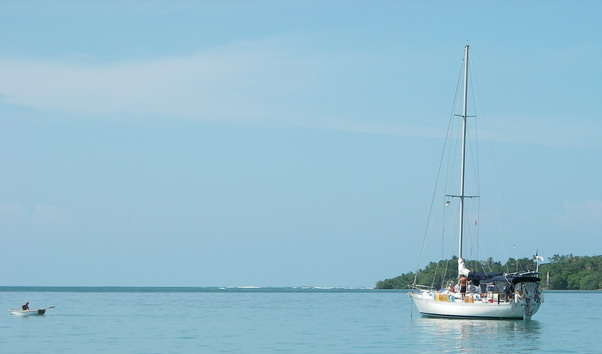
El mar Caribe en Bocas del Toro, Panamá.

- Archipiélago de Guna Yala (o San Blas)
  - Isla Narganá
  - Isla Naluenga
  - Isla El Porvenir
  - Isla Wichubwala
  - Isla Ukupseni
  - Cayos Neerlandeses
- Provincia de Veraguas
  - Isla Escudo de Veraguas
- Provincia de Colón
  - Isla Grande

#### Venezuela
- Estado Anzoátegui
  - Islas Chimanas
  - Islas Borrachas
  - Isletas de Píritu
- Estado Carabobo
  - Isla Larga
- Estado Falcón
  - Cayo Borracho
  - Cayo Muerto
  - Cayo Paiclá
  - Cayo Peraza
  - Cayo los pescadores
  - Playuelita
  - Cayo Sal
  - Cayo Sombrero
- Estado Nueva Esparta
  - Isla de Margarita
  - Isla de Coche
  - Isla de Cubagua
- Estado Sucre
  - Islas Caracas

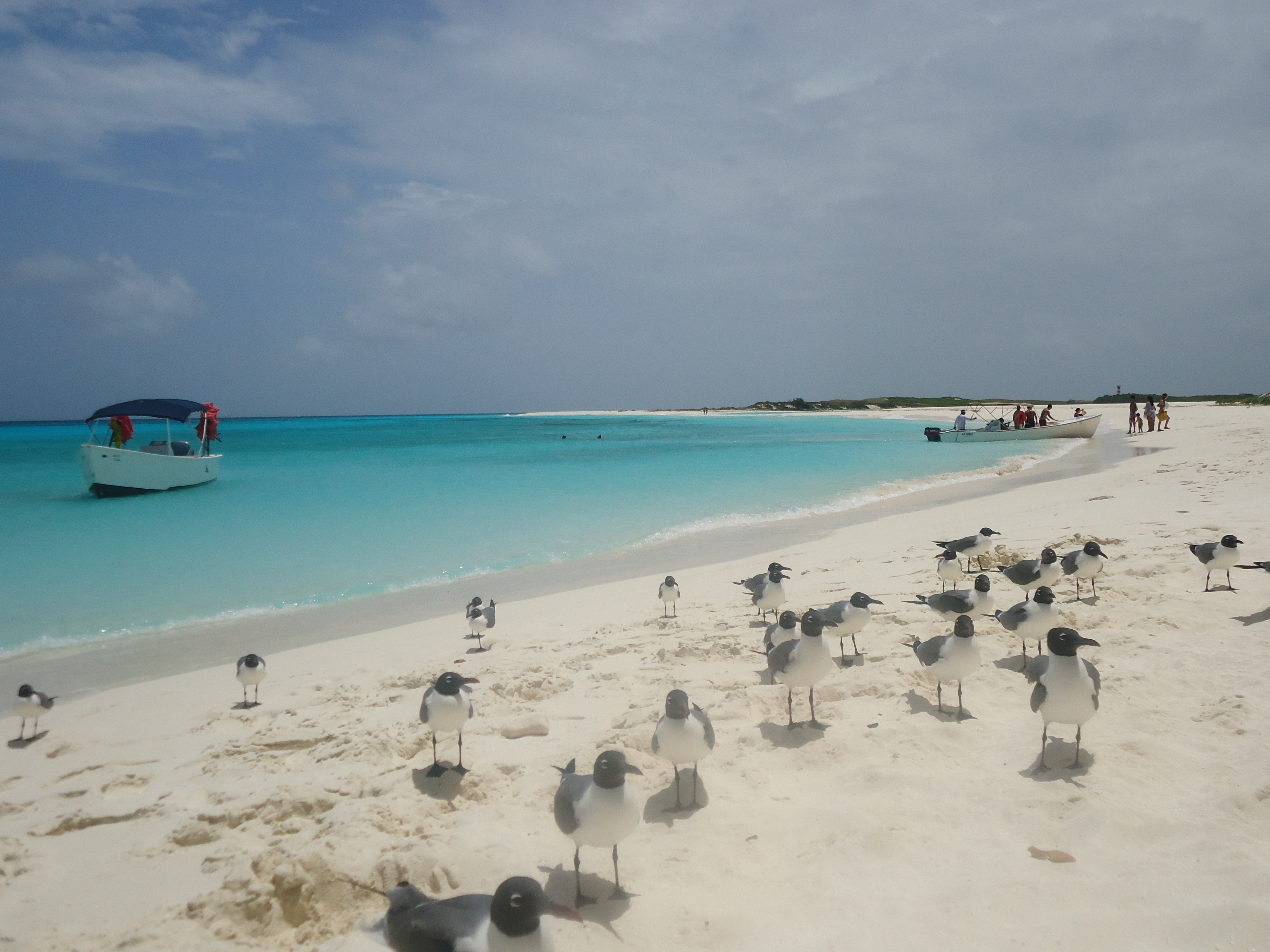
Cayo de Agua, Archipiélago Los Roques, Dependencias Federales, Venezuela

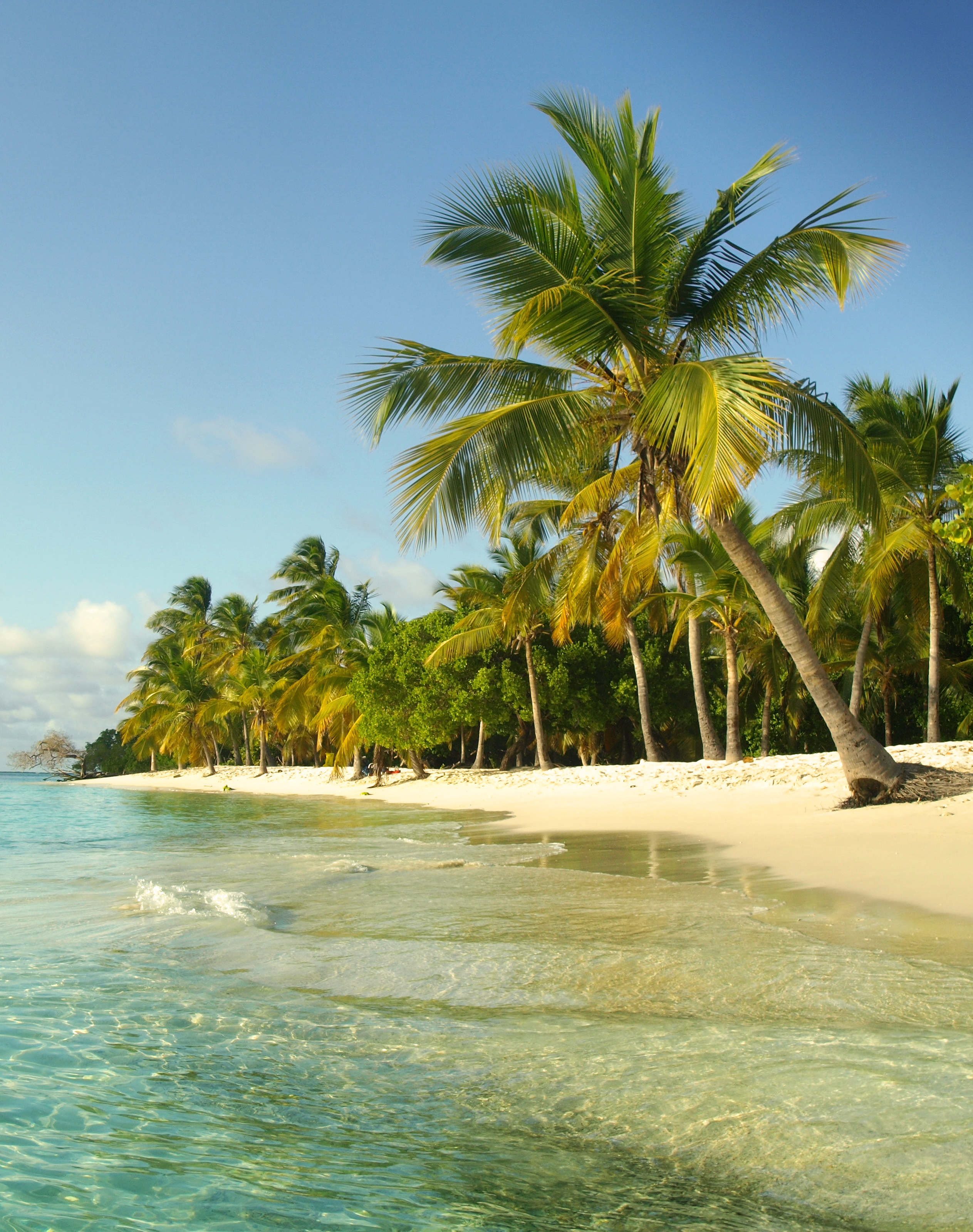
Cayo Sombrero, Parque Nacional Morrocoy, Falcón, Venezuela

- Dependencias Federales Venezolanas
  - Archipiélago Los Monjes
  - Archipiélago Las Aves
  - Archipiélago Los Testigos
  - Archipiélago de Los Frailes
  - Islas Los Hermanos
  - Isla de Aves
  - Isla La Sola
  - Isla La Tortuga
    - Cayo Herradura
    - Islas Los Tortuguillos

  - Isla La Orchila
  - Isla La Blanquilla
  - Isla de Patos
  - Archipiélago Los Roques
    - Gran Roque
    - Cayos de Francisquí
    - Isla Larga
    - Nordisquí
    - Madrisquí
    - Crasquí
    - Cayo Espenquí
    - Cayo Carenero
    - Cayo de Agua
    - Dos Mosquises
    - Cayo Sal
    - Cayo Grande
- Estado Zulia
  - Isla de San Carlos
  - Isla de Toas
  - Isla de Zapara
  - Isla Los Pájaros
  - Isla de Pescadores
  - Isla de Providencia

### Islas de lasAntillas Mayores

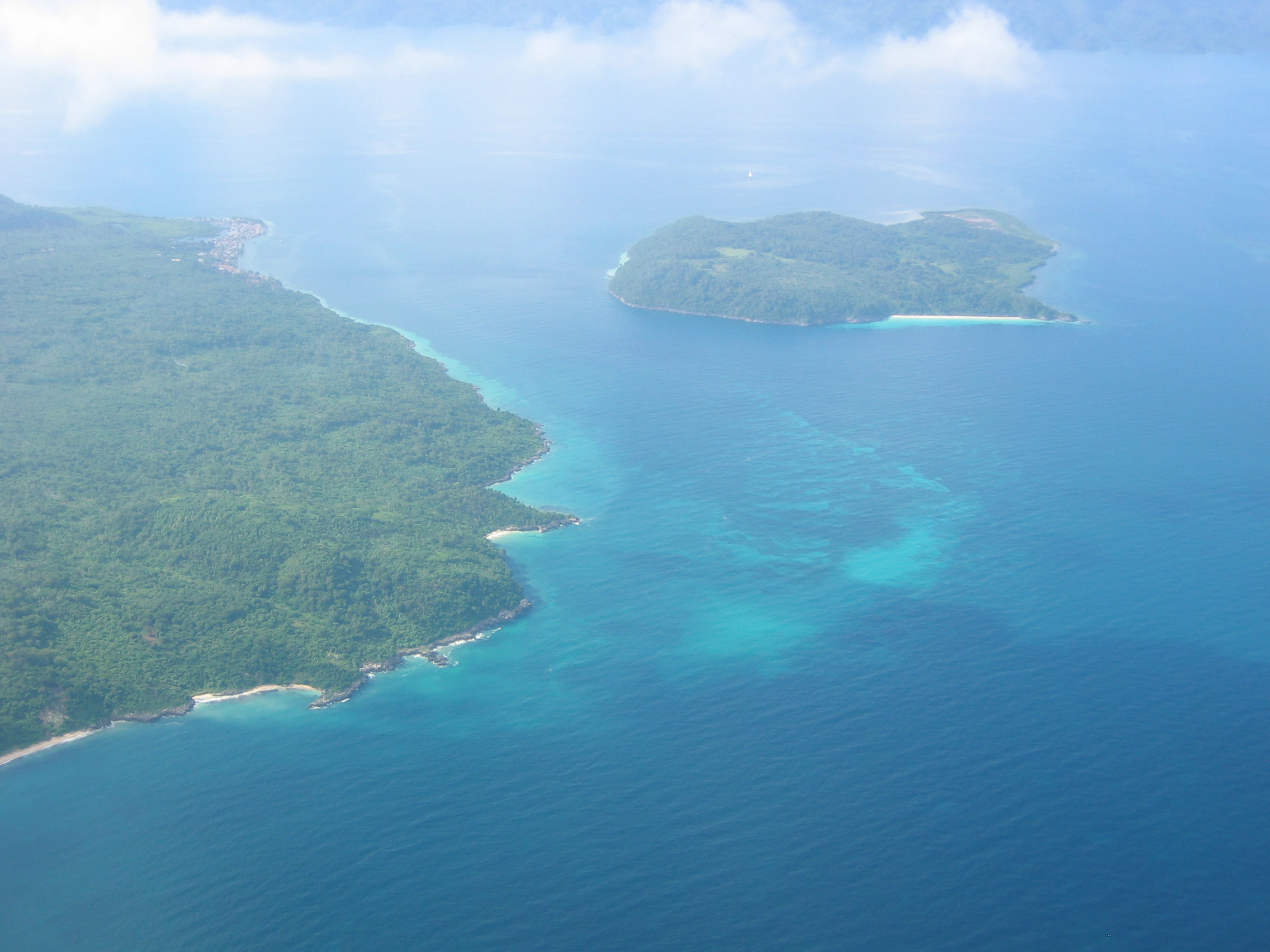
Islas Cayemites, Haití.

#### Haití
- - Isla de la Gonâve
  - Isla de la Tortuga
  - Isla Vaca
  - Islas Cayemites

#### Jamaica
- - Cayos de Morant
  - Banco de Pedro
  - Cayos de Pedro
  - Cayos de Puerto Real

#### República Dominicana
- - Isla Saona
  - Isla Beata
  - Isla Catalina
  - Isla Alto Velo
  - Isla Manjúria

#### Cuba

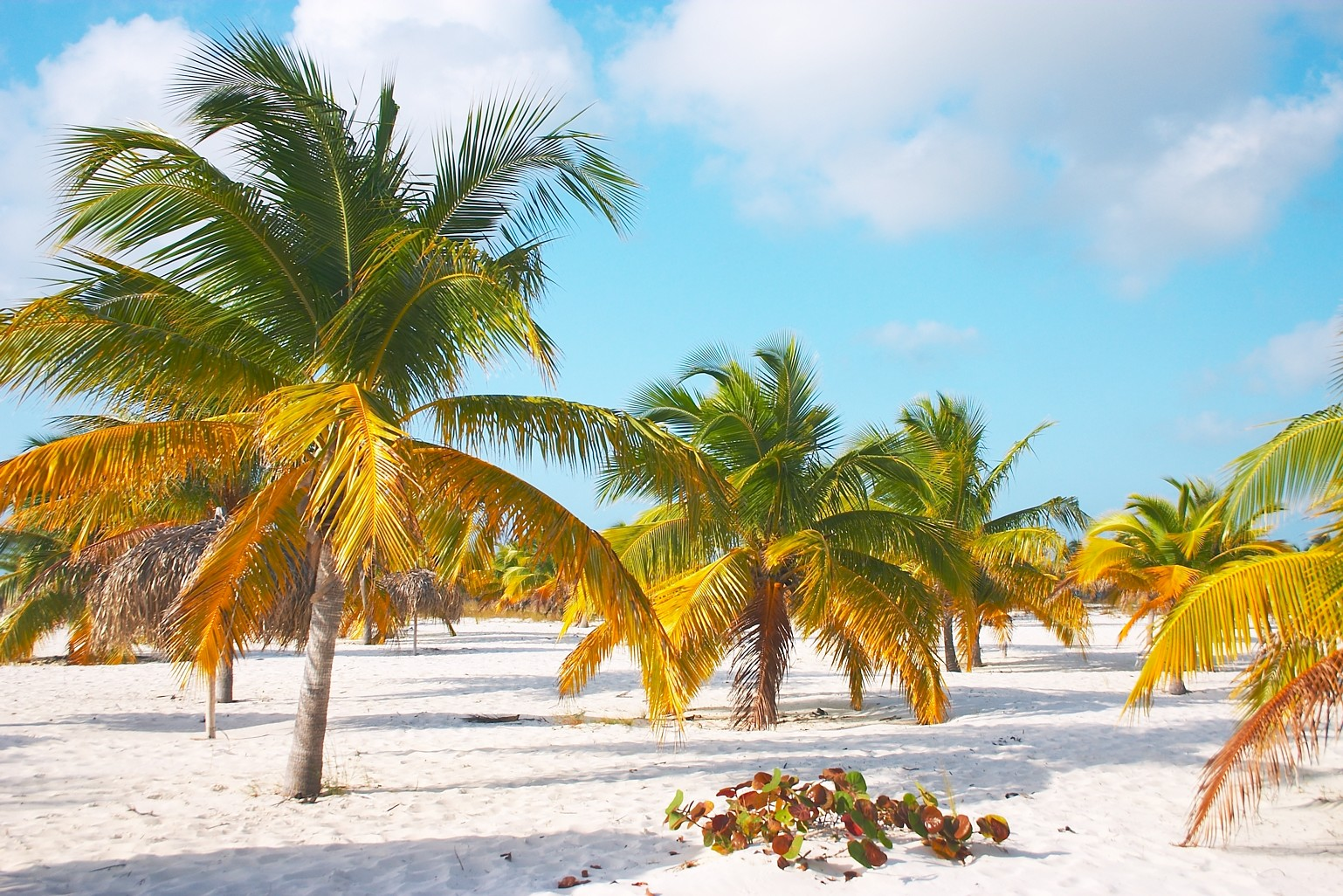
Playa Sirenas en Cayo Largo del Sur, Cuba.

- - Archipiélago de los Canarreos
    - Isla de la Juventud
    - Cayo Largo del Sur

- - Jardines de la Reina
  - Jardines del Rey
    - Cayo Coco
    - Cayo Guillermo
    - Cayo Romano
    - Cayo Blanco
    - Cayo Sabinal
    - Cayo Santa María
    - Cayo Guajaba

  - Archipiélago de los Colorados

### Islas de lasAntillas Menores
- Antigua y Barbuda
  - Antigua
  - Barbuda
  - Redonda
- Barbados
- Dominica
- Granada
  - Carriacou
  - Isla Ronde
  - Pequeña Martinica
- San Cristóbal y Nieves
  - San Cristóbal
  - Nieves
- San Vicente y las Granadinas
  - Baliceaux
  - Bequia
  - Canouan
  - Mayreau
  - Mustique
  - Isla Palm
  - Pequeño San Vicente
  - Cayos de Tobago
  - Unión
  - Isla Young
  - San Vicente
- Santa Lucía
- Trinidad y Tobago
  - Trinidad
  - Tobago
  - Chacachacare
  - Gaspar Grande
  - Gasparillo
  - Isla Huevos
  - Isla Monos
  - Pequeña Tobago

### Territorios dependientes de otros países
Las principales islas dependientes de otros países en el Caribe son:

#### Estados Unidos
- Islas Vírgenes de los Estados Unidos Santo Tomás, Islas Vírgenes de Estados Unidos.
  - Santo Tomás
  - San Juan
  - Santa Cruz

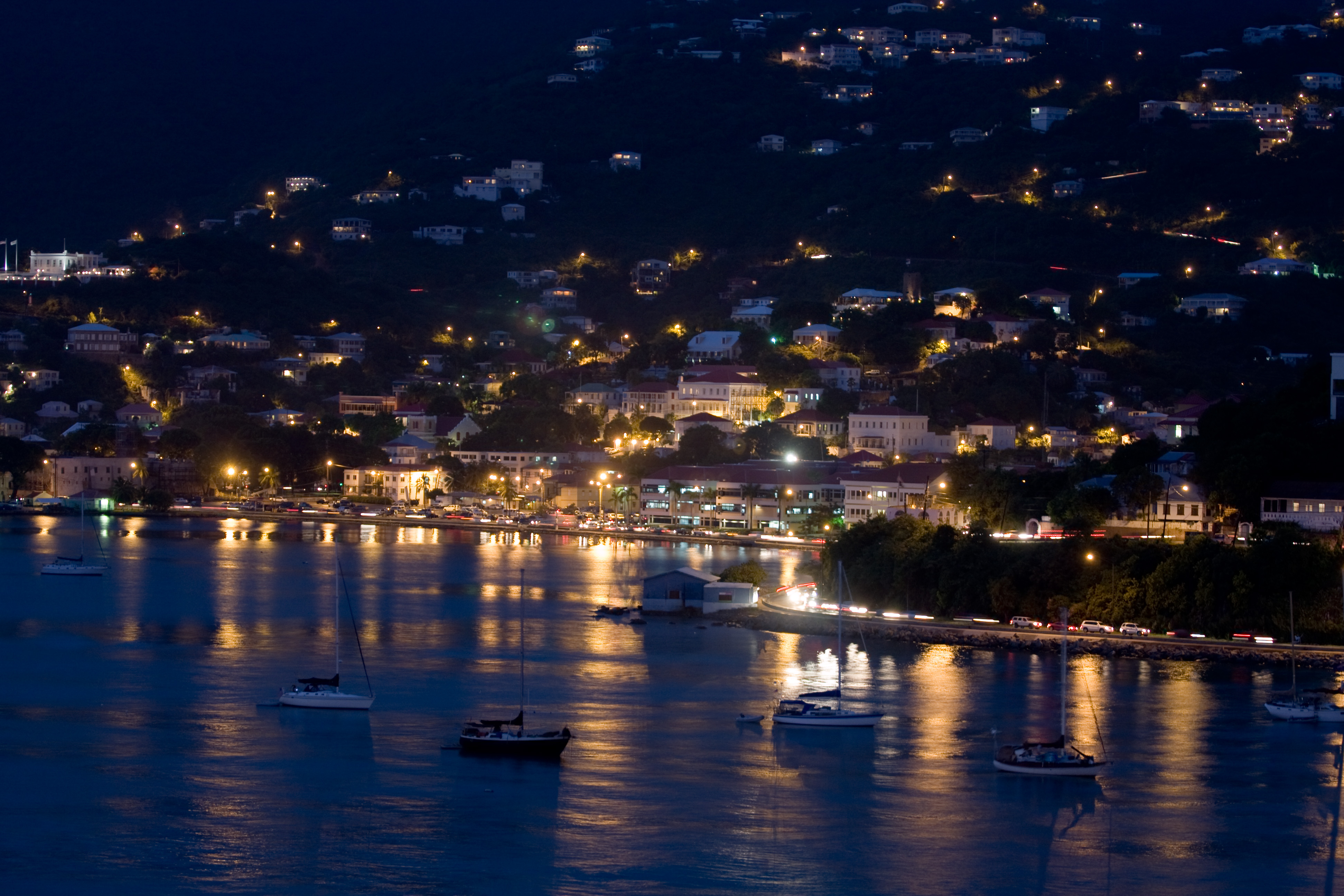
Santo Tomás, Islas Vírgenes de Estados Unidos.

  - Water Island (Islas Vírgenes), Isla del Agua

- Puerto Rico
  - Culebra
  - Vieques
  - Mona
  - Islote Monito
  - Desecheo
  - Caja de Muertos
  - Isla de Cabras
- Navaza

#### Francia

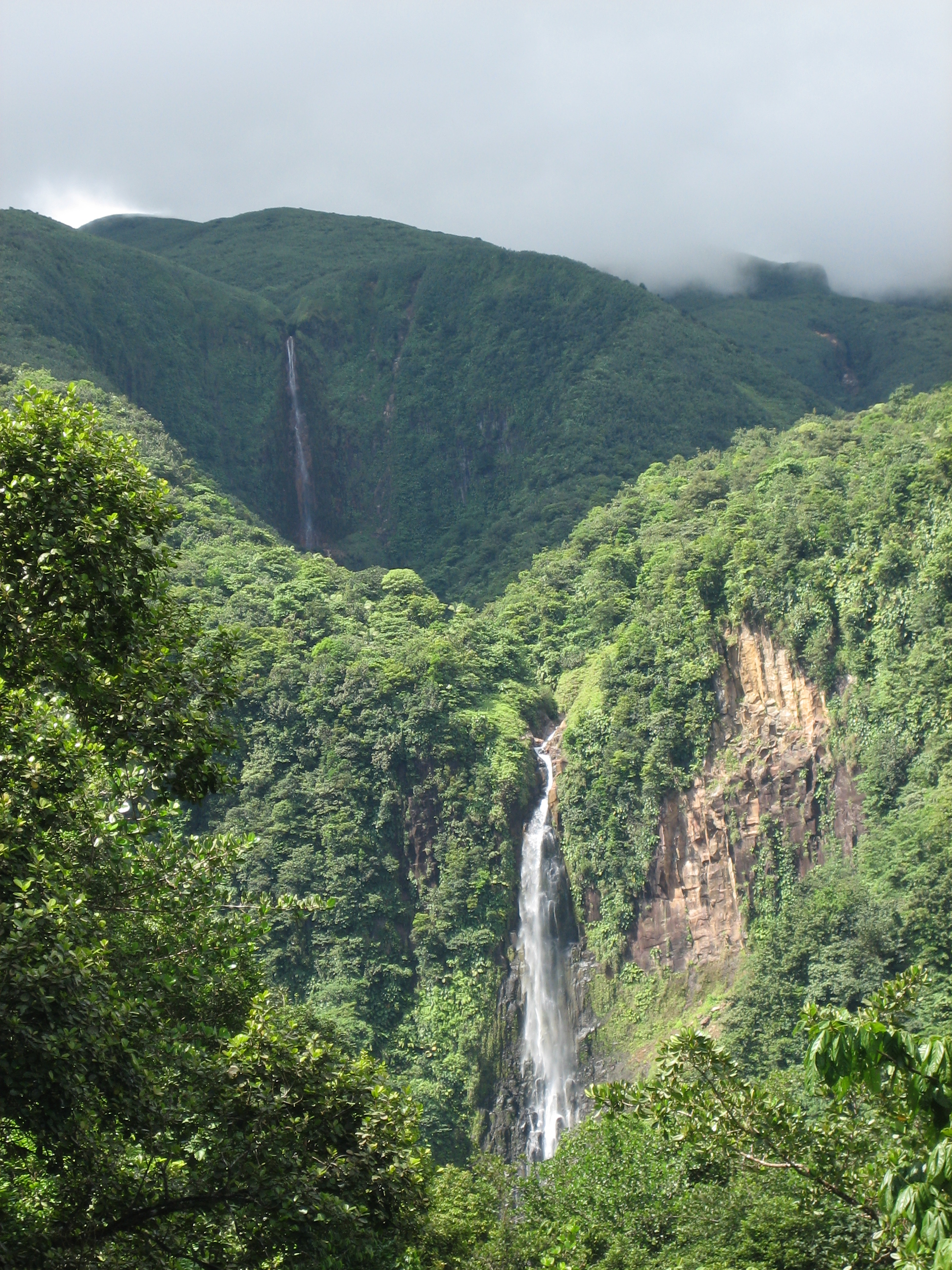
Paisaje de la Isla Guadalupe.

- Guadalupe
  - Basse-Terre
  - Grande-Terre
- La Desirade
  - Petite Terre
- Les Saintes
- Marie-Galante
- Martinica
- San Martín (Francia)
  - Tintamarre
- Isla de San Bartolomé

#### Países Bajos

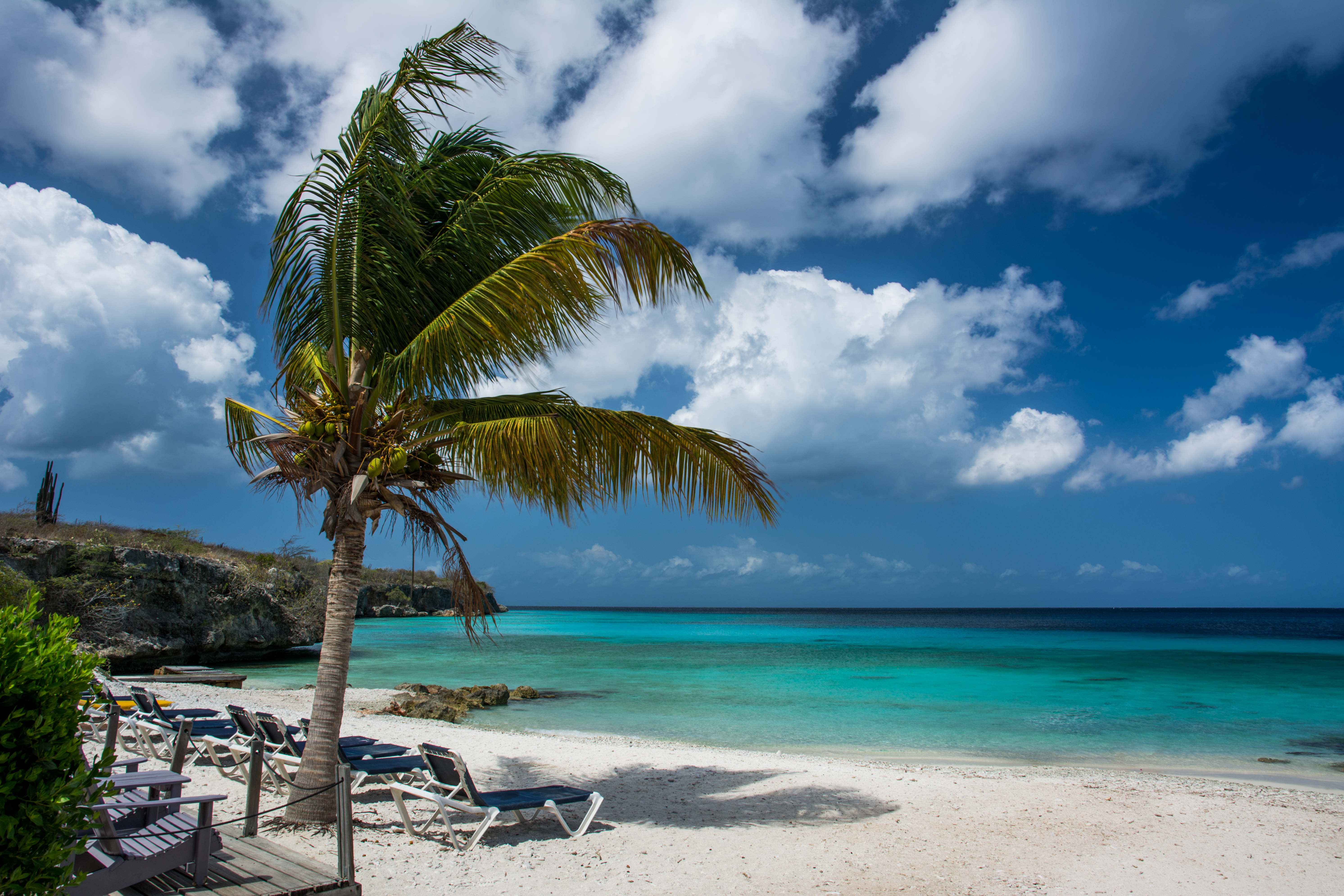
Playa Porto Marie en Curazao.

- Aruba Playa Porto Marie en Curazao.

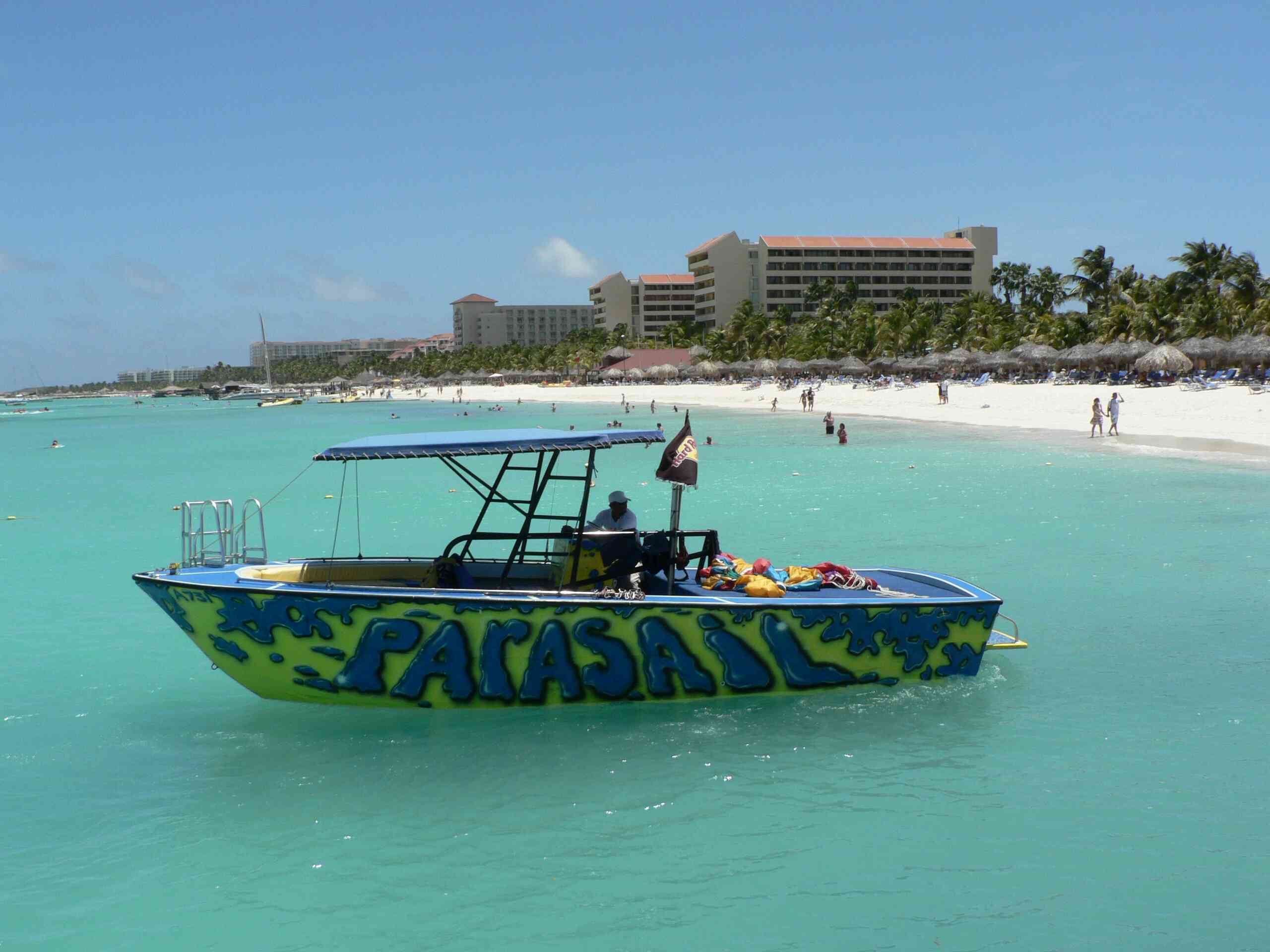
Palm Beach, Aruba

  - Isla Renaissance
  - Isla de Palm (Aruba)
- Bonaire
  - Pequeña Bonaire
- Curazao
  - Pequeña Curazao
  - Isla Penso
- Saba Palm Beach, Aruba
  - Isla Verde
- San Eustaquio
- Sint Maarten
  - Mal Aborder

#### Reino Unido

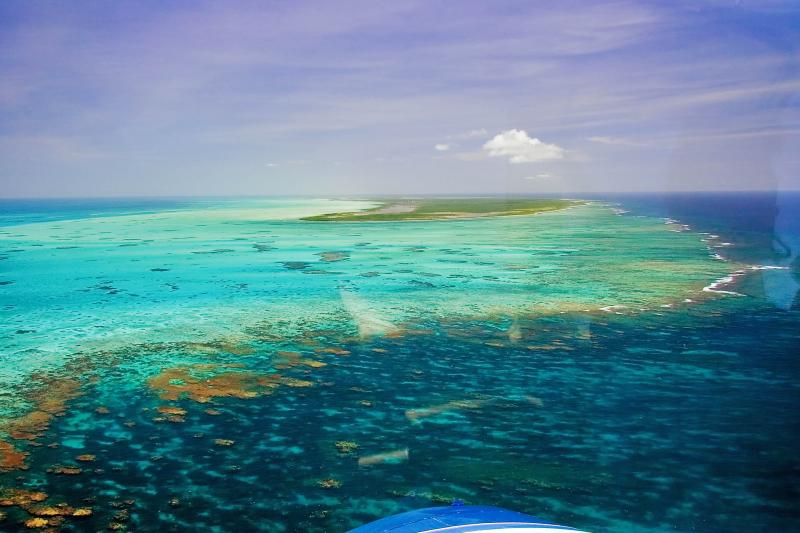
Arrecifes de Coral en las Islas Vírgenes Británicas

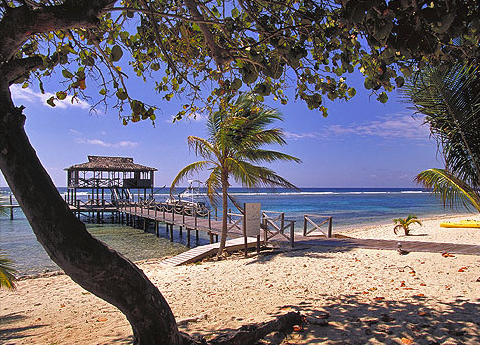
Islas Caimán.

- Anguila
  - Anguillita
  - Dog
  - Little Scrub
  - Prickly Pear
  - Sandy
  - Scrub
  - Seal
  - Sombrero
- Islas Vírgenes Británicas
  - Tórtola
  - Virgen Gorda
  - Anegada
  - Jost Van Dyke
- Islas Caimán
  - Caimán Brac
  - Gran Caimán
  - Pequeño Caimán
- Montserrat

## Economía y actividad humana

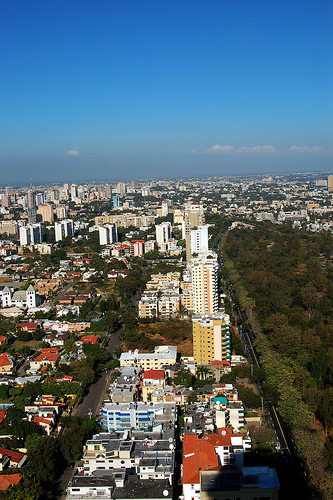
Santo Domingo es la ciudad más poblada en el litoral Caribe

La región Caribe ha experimentado un incremento significativo en la actividad humana desde su período de colonización. El mar es una de las áreas de producción de aceite más grandes del mundo, con aproximadamente 170 millones de toneladas anuales. En el Caribe venezolano se encuentran importantes yacimientos de petróleo y gas natural, los cuales reportan una producción de 3.081 millones de barriles diarios de petróleo (2005) y de 29,7 miles de millones de metros cúbicos de gas (2003). El área también genera una extensa industria pesquera en los países que la rodean, contabilizando medio millón de toneladas de pescados anuales. Asimismo, es gran productora de caña de azúcar con una producción anual cercana a las 30 millones de toneladas en 2005, lo cual representa aproximadamente un 2% de la producción mundial.
La actividad humana en el área también contabiliza un significativo incremento de la polución, las estimaciones de la Organización Panamericana de la Salud de 1993 informan que tan solo un 10% de los residuos de Centroamérica y las islas del Caribe son tratados adecuadamente.

### Turismo

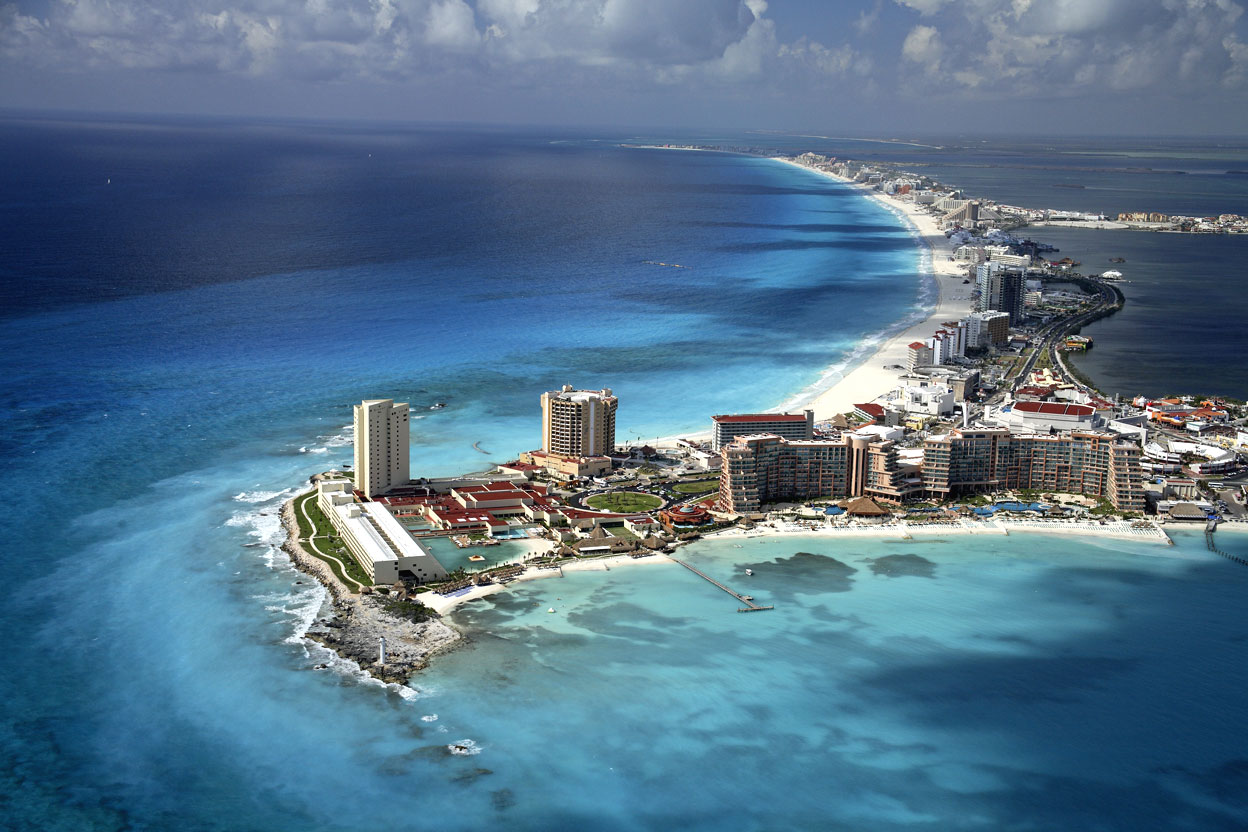
Cancún y la Riviera Maya (México) es la mayor zona turística en el Caribe.

El mar Caribe es una de las mecas del turismo internacional. La Organización del Turismo del Caribe estima que cerca de 12 millones de turistas visitan la región durante todo el año. El Caribe es uno de los principales destinos de los cruceros en el mundo. La Organización del Turismo del Caribe también estimó que entre 1991 y 1992 se recibieron 8 millones de turistas que viajaron en cruceros. Entre los sitios preferidos por los visitantes y turistas, se encuentran desde la isla de la República Dominicana, Puerto Rico, Cuba, Jamaica, Aruba, Barbados, las Islas Vírgenes, San Martín, Costa Rica, Islas de la Bahía en Honduras, Trinidad o Margarita en Venezuela; hasta las ciudades de Cancún, Puerto Aventuras, Playa del Carmen y Cozumel, así como el parque eco-arqueológico Xcaret, en la Riviera Maya; Majahual, Xcalak y Río Huache en la ruta Costa Maya de México; o Cartagena de Indias, San Andrés y Providencia y Santa Marta en Colombia; Puerto La Cruz, Barcelona, Isla de Aves, Los Roques, Punto Fijo, Choroní, Tucacas y Barlovento en Venezuela; Bocas del Toro, Colón, Guna Yala y el Canal de Panamá en Panamá, por solo nombrar algunos de sus innumerables destinos.

## Cultura

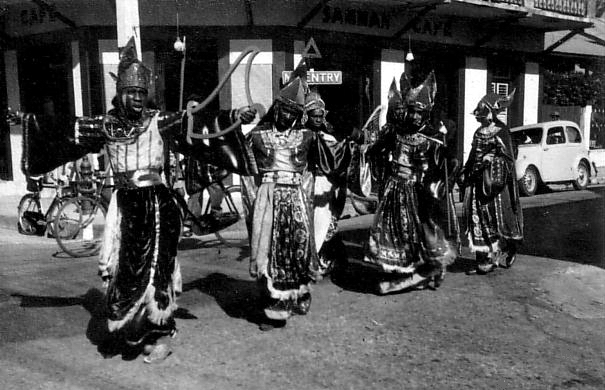
Carnaval de Puerto España (Trinidad y Tobago, 1950).

El Caribe es el escenario de inspiración de diversas obras literarias y películas relacionadas con piratería y fantasía, género en donde se destacan autores como Daniel Defoe y Robert Louis Stevenson, entre otros. Entre las películas de ficción caracterizadas geográficamente en el Caribe se pueden mencionar la serie de películas Piratas del Caribe y algunas de James Bond. Una adaptación de la primera serie de películas se encuentra representada en un parque de Disneylandia. La vida y costumbres de los habitantes del Caribe también ha sido representada en obras literarias con autores como el novelista cubano Alejo Carpentier, el dominicano Juan Bosch, el santaluciano Derek Walcott y el colombiano Gabriel García Márquez, entre otros.
La región del Caribe es cuna de diversos géneros musicales que hacen parte de la música caribeña, como el reggae y el ska, procedentes de Jamaica, el merengue y la bachata de República Dominicana; el calipso de Trinidad y Tobago; el reguetón comparte sus orígenes entre Panamá y Puerto Rico, el bolero, el son cubano y el son montuno originarios de Cuba; la cumbia, el porro y el vallenato de la costa del Caribe colombiano, entre otros.
Uno de los deportes más populares en el Caribe es el béisbol, del cual se realiza una competencia regional anual denominada la Serie del Caribe. También se destacan el críquet en las Antillas de habla inglesa y, más recientemente, el fútbol con todas sus asociaciones afiliadas a la Concacaf, a excepción de Colombia y Venezuela que se encuentran en la Conmebol. Por otra parte, el evento multideportivo regional que reúne a los representantes del Caribe son los Juegos Centroamericanos y del Caribe, que se celebran cada cuatro años desde 1926, siendo la competencia multideportiva regional más antigua vigente en la actualidad.
En el área del mar Caribe se hablan una gran variedad de idiomas debido a la diversidad de orígenes de su cultura, entre los más destacados se puede mencionar español (México, Cuba, República Dominicana, Puerto Rico y costas de Centro y Sudamérica — incluyendo archipiélagos de dichos países), inglés (Jamaica — patois), Islas Vírgenes, Antigua y Barbuda, Dominica, Granada, San Cristóbal y Nieves, San Vicente y las Granadinas, Santa Lucía, Trinidad y Tobago, Barbados, Islas Caimán, Anguila, Montserrat), el criollo sanandresano en las islas de San Andrés y Providencia en Colombia, francés (Haití (créole), Guadalupe, Martinica, San Martín, San Bartolomé), neerlandés (Bonaire (papiamento), Curazao (papiamento), Saba, San Eustaquio, San Martín y Aruba).
La religión predominante es la cristiana católica (República Dominicana, Puerto Rico, Jamaica, Antigua y Barbuda, Santa Lucía, Islas Caimán, Dominica, Antillas neerlandesas, costas de Centro y Sudamérica), aunque en algunas islas se practica el protestantismo (Barbados), el hinduismo (una de las más representativas en Trinidad y Tobago), el anglicanismo (Montserrat, San Vicente y las Granadinas), y en otras se practica la santería (Cuba), el vudú (Haití) y el rastafarismo (una de las más representativas en Jamaica).

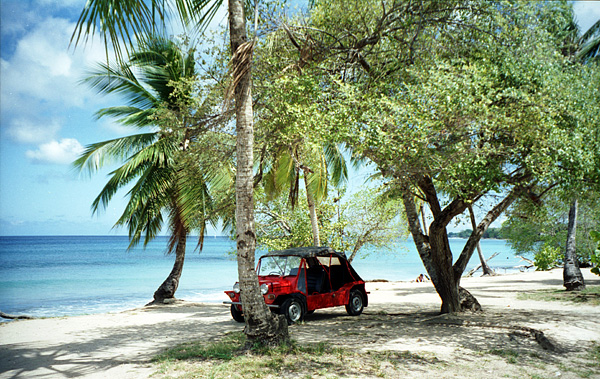
Barbados
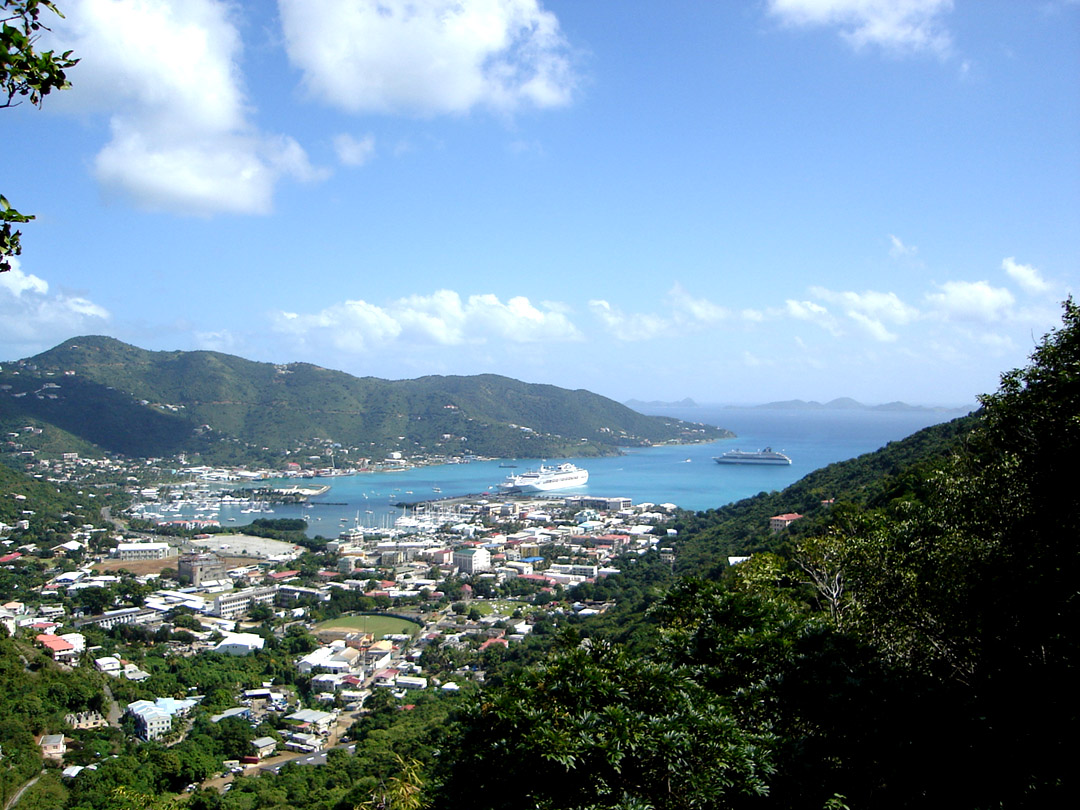
Islas Vírgenes Británicas
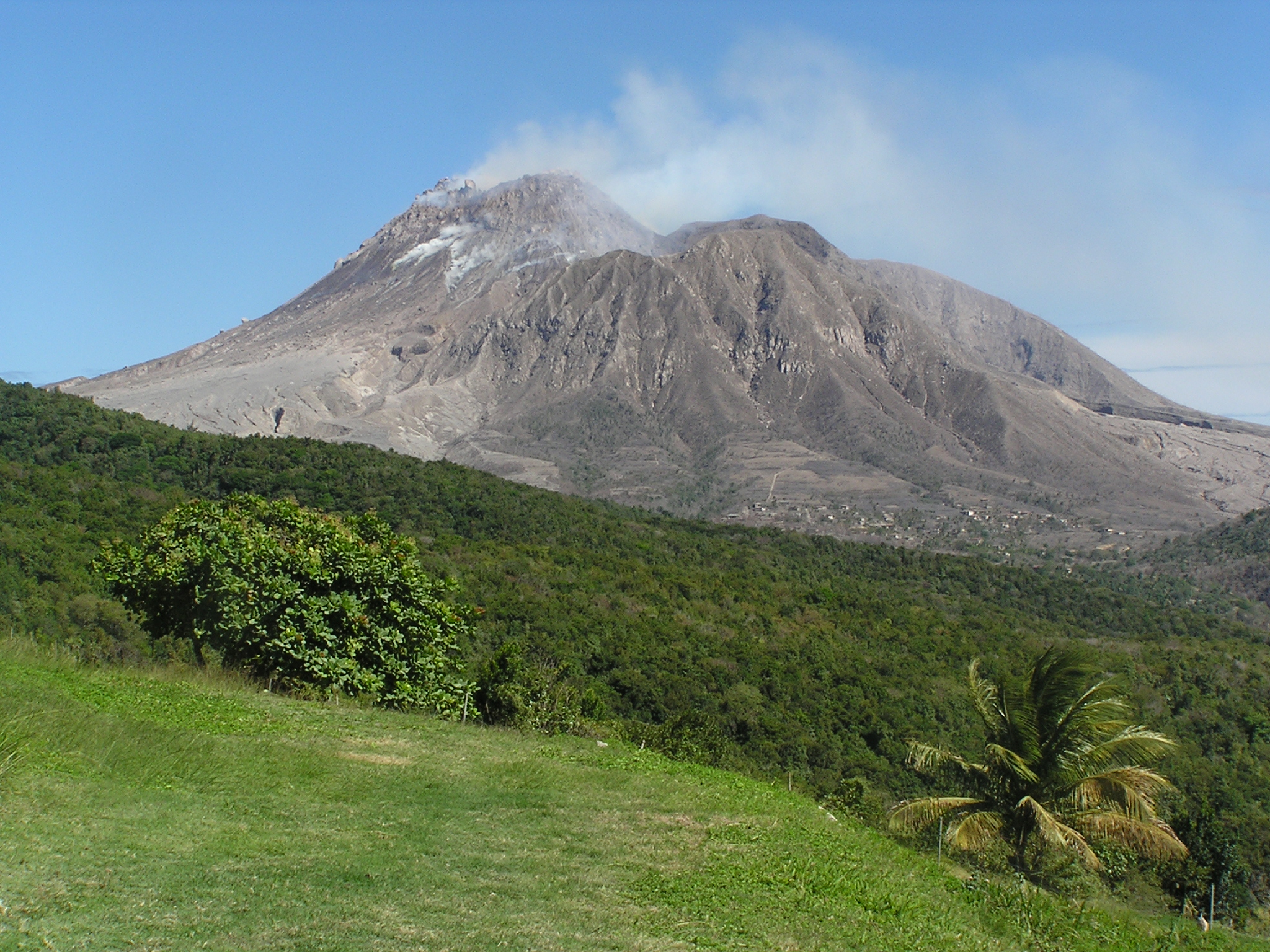
Montserrat
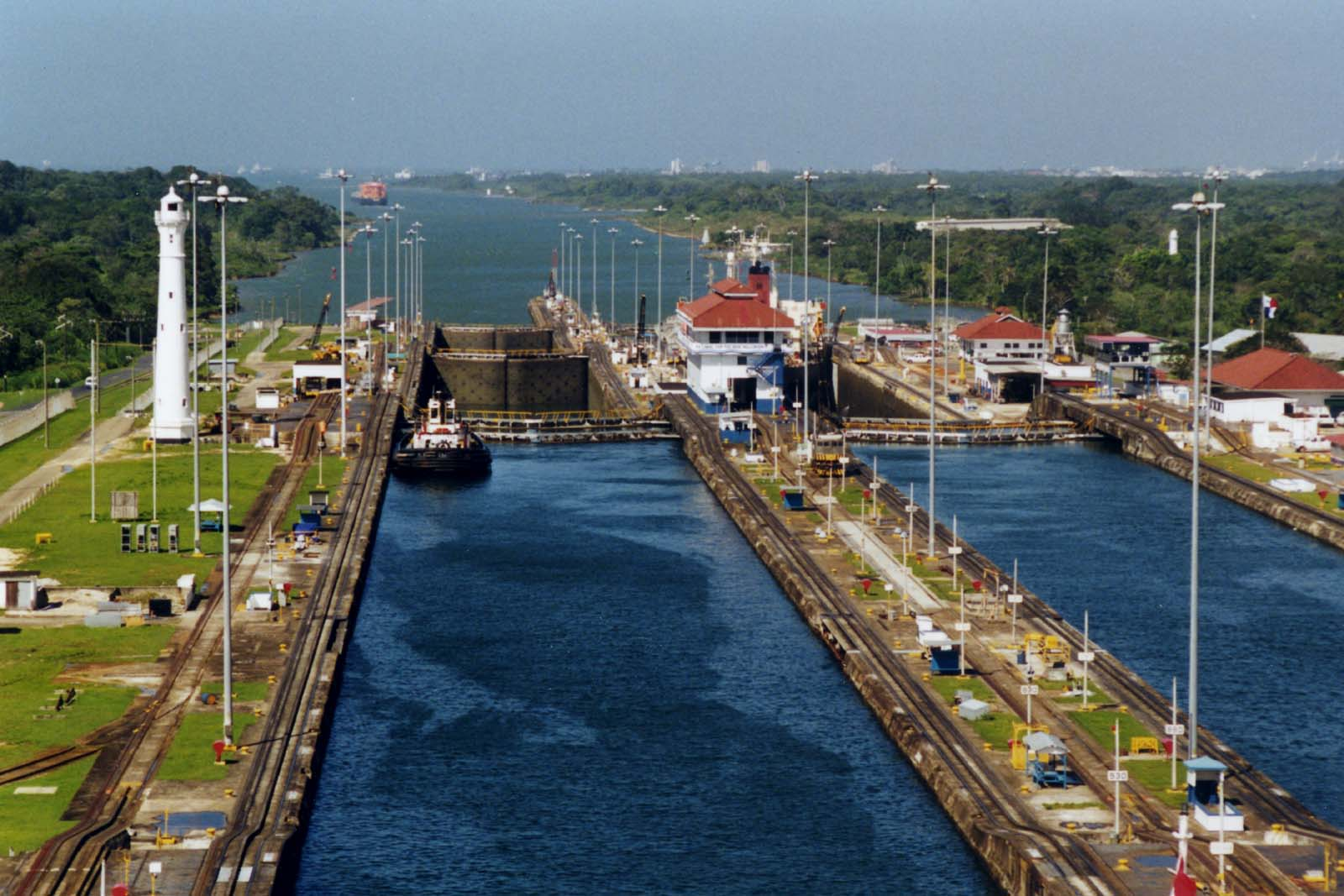
Canal de Panamá
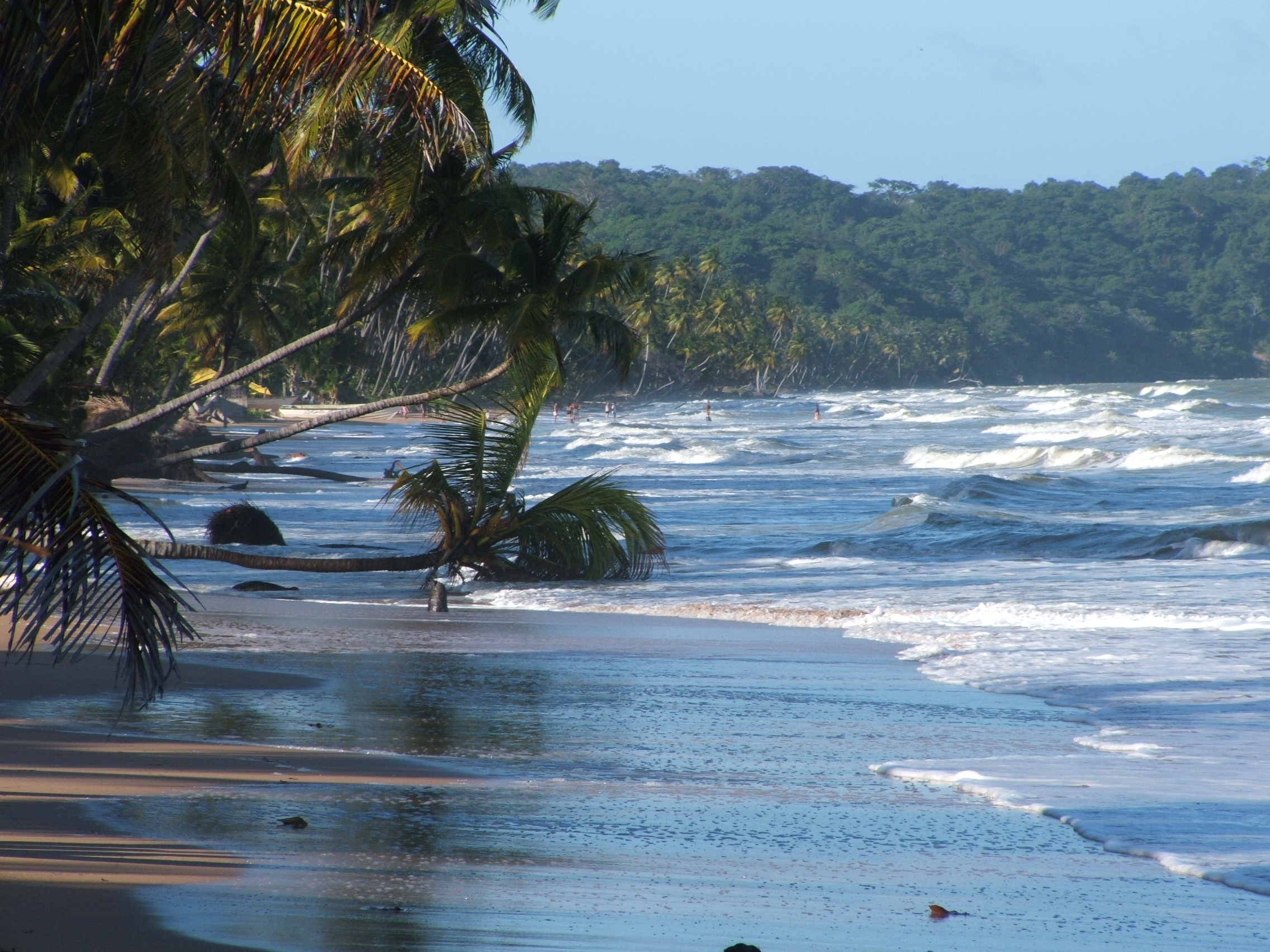
Trinidad y Tobago
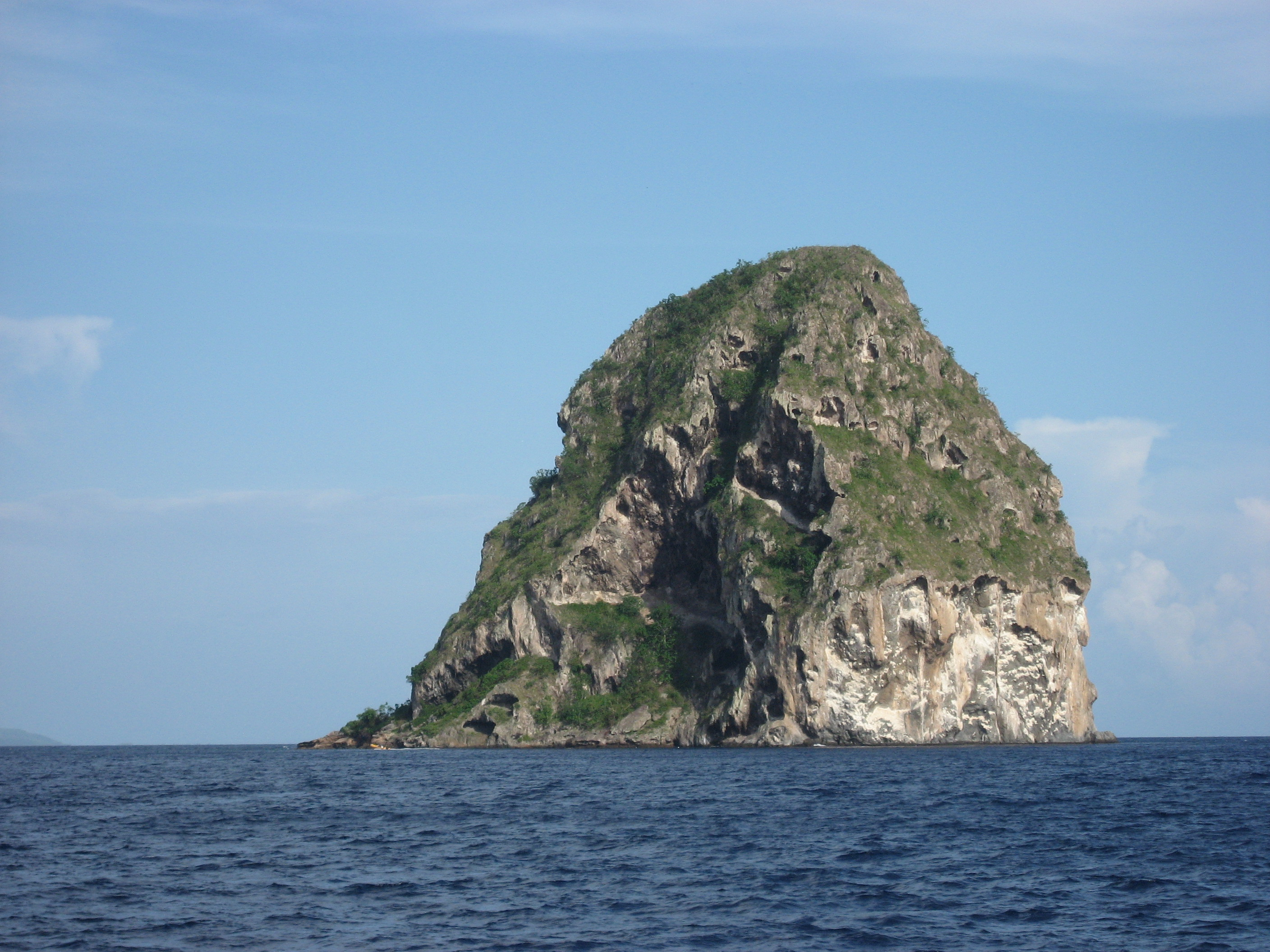
Roca Diamond, Martinica
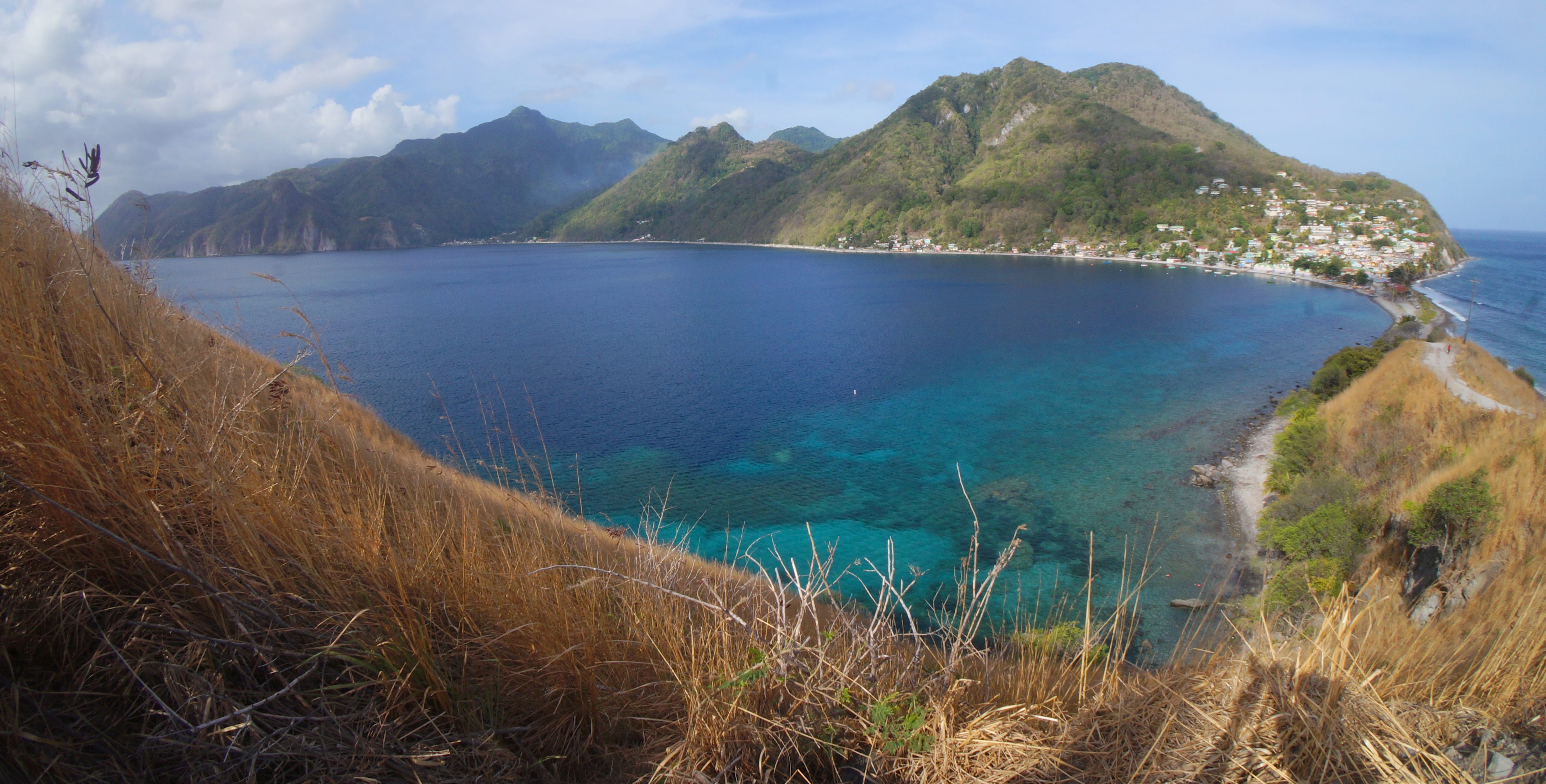
Scotts Head, Dominica